# Corps Rheno-Nicaria zu Mannheim und Heidelberg
Das Corps Rheno-Nicaria ist die älteste an der Universität Mannheim gegründete Studentenverbindung, ein Corps im Korporationsverband des Weinheimer Senioren-Convents (WSC). Die Mitglieder sind Studenten und Absolventen der Universitäten und Hochschulen im Großraum Mannheim-Heidelberg.
Rheno-Nicaria ist ein akademischer Lebensbund, der die gelebten Prinzipien Leistung, Freundschaft und Toleranz für besonders wichtig hält und die Persönlichkeitsbildung der jungen Corpsbrüder und ihre soziale Kompetenz fördern möchte. Nach alter Studententradition soll hierbei die eigene Würde bewahrt und die eines jeden anderen geachtet werden. Hierzu gehören auch: Verantwortungsbewusstsein, Standhaftigkeit, Engagement und die Bereitschaft, für eigene Überzeugungen auch Nachteile in Kauf zu nehmen. Diese wesentlichen Elemente – gepaart mit Spaß und Lebensfreude – gehören nach Auffassung des Corps zu einer attraktiven Gemeinschaft.
Rheno-Nicaria verweist auch auf seine Weltoffenheit. Es hat Corpsbrüder aus anderen Nationen und mit Wurzeln oder Wohnsitzen in aller Welt: Australien, Belgien, Brasilien, China, Costa Rica, Frankreich, Großbritannien, Guatemala, Italien, Japan, Kanada, Libanon, Niederlande, Norwegen, Polen, Schweden, Schweiz, Serbien und Thailand.

## Wappen, Zirkel und Couleur

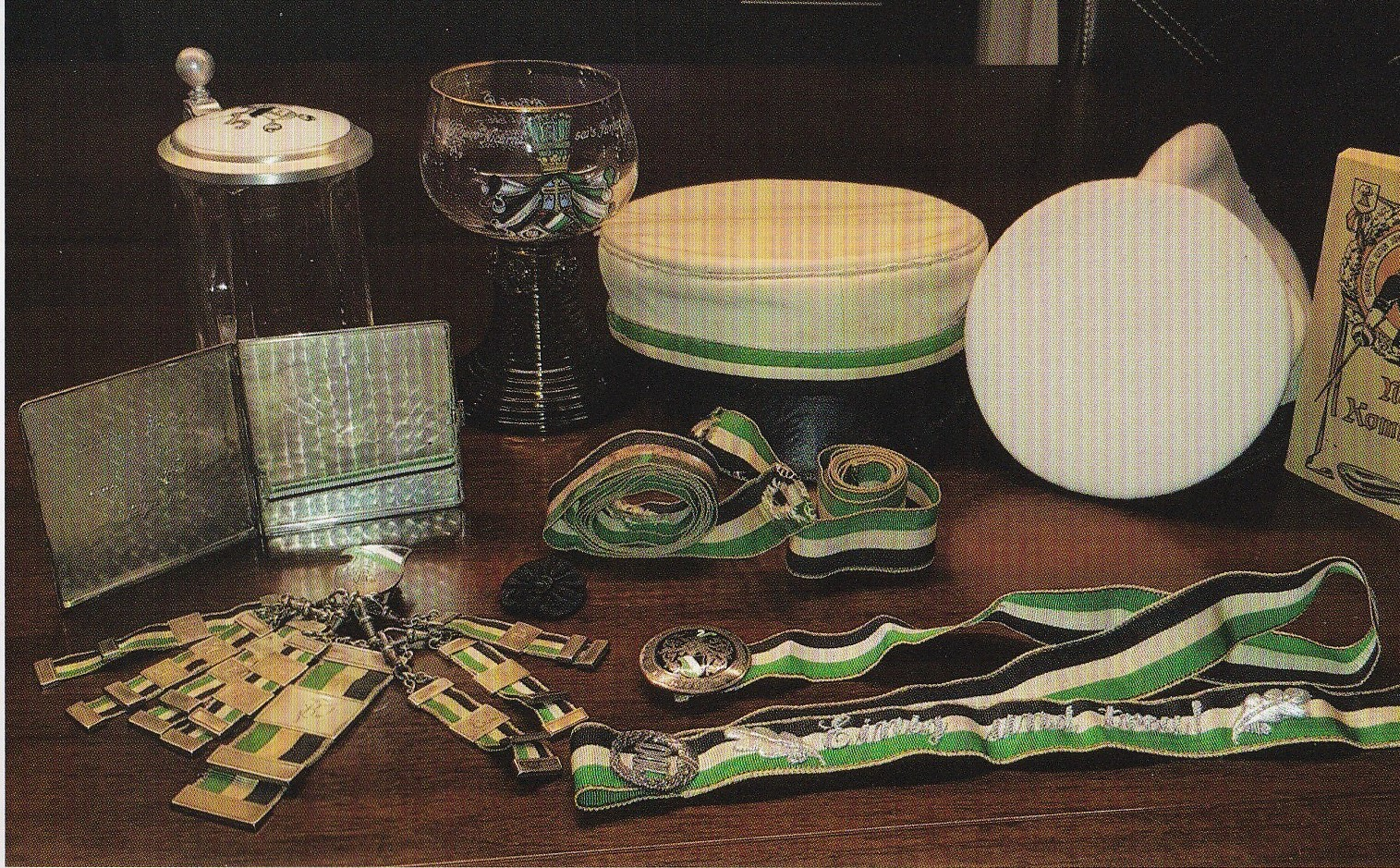
Die Couleurgegenstände eines Rheno-Nicaren: Bänder (mit Bandknopf und -schieber), Zipfelbund, Zigarettenetui, Bierkrug, Weinkelch, Studentenmütze, Stürmer sowie (ganz rechts) Kommersbuch – Nachlass Werner Danisch (1936–2020) im Rhein-Neckarländer-Archiv

Die historischen Signaturen des Corps Rheno-Nicaria sind Wappen, Zirkel und Couleur.

### Das Wappen
Der Wahlspruch der Rheno-Nicaren Einig und treu! unter dem Wappen weist auf den Corpsgeist der Studentenverbindung hin.
Der lateinische Waffenspruch Gladius (sit) Ultor Noster! (Das Schwert sei unser Rächer!) hat seinen Ursprung in der Gründungszeit der neuen – damals modernen – Studentenverbindungen des 18./19. Jahrhunderts. Die zumeist der Bourgeoisie entstammenden Studenten forderten das Recht ein, Waffen wie die Adligen zu tragen und Ehrenhändel über Duelle zu regeln. Er würde heute in etwa lauten: Wir lassen uns nichts bieten! Wir lassen uns nicht unterkriegen! In seiner abgekürzten Form G.U.N. steht der Waffenspruch oben im Wappen neben den Farben des Corps.
Dort finden sich auch die Gründungsdaten des Corps Rheno-Nicaria (22.I.1909) sowie der fusionierten Forstcorps Silvania (3.VII.1850) und Hubertia (14.XII.1862).
Federbusch und Zirkel über dem Wappen werden eingerahmt vom mittelhochdeutschen Wappenspruch Rheno-Nicaria sei's Panier! Dieses Erkennungszeichen weist auf Fahne und Feldzeichen hin und bedeutet in etwa: Rheno-Nicaria sei unsere Fahne, Rheno-Nicaria lebe hoch!
Unten sind aus dem Wappen der Stadt Mannheim die Wolfsangel und der kurpfälzische Löwe sowie bildhaft der Zusammenfluss von Rhein und Neckar in Mannheim zu sehen. Aus diesem Grunde werden die Rheno-Nicaren auch Rhein-Neckarländer genannt.

### Der Zirkel
Der Zirkel als monogrammartiges Erkennungszeichen der Rheno-Nicaren wird hinter dem Namen eines jeden Corpsbruders geführt. Den Anfangsbuchstaben R und N des Corpsnamens Rheno-Nicaria werden die Buchstaben V, C, F für vivat, crescat, floreat (lateinisch für: es lebe, wachse, blühe) vorangestellt: Diese fünf Buchstaben werden – ineinander verschlungen – in einem Zuge von links nach rechts geschrieben und mit einem Ausrufungszeichen versehen.
Hierbei wird im Zirkel gleichzeitig auch der Leitspruch Ehre, Freiheit, Vaterland! aus der ersten turnerschaftlichen Zeit des Corps und weiter bis ins Jahr 1933 – dem Beginn des Dritten Reichs und zugleich dem Ende der ersten Mannheimer Zeit des Corps – mit den Anfangsbuchstaben E, F und V mitgeschrieben.

### Das Couleur
Die Corpsburschen der Rheno-Nicaria tragen ein Band mit den Farben Schwarz-Weiß-Grün, ihre Füchse ein Band in Schwarz-Weiß-Schwarz, beide mit silberner Perkussion.
Die Studentenmütze der Rheno-Nicaren ist weiß. Traditionelles Kopfcouleur war ein weißer Stürmer, der noch bis 1967 aufgesetzt wurde.

## Das Corpshaus

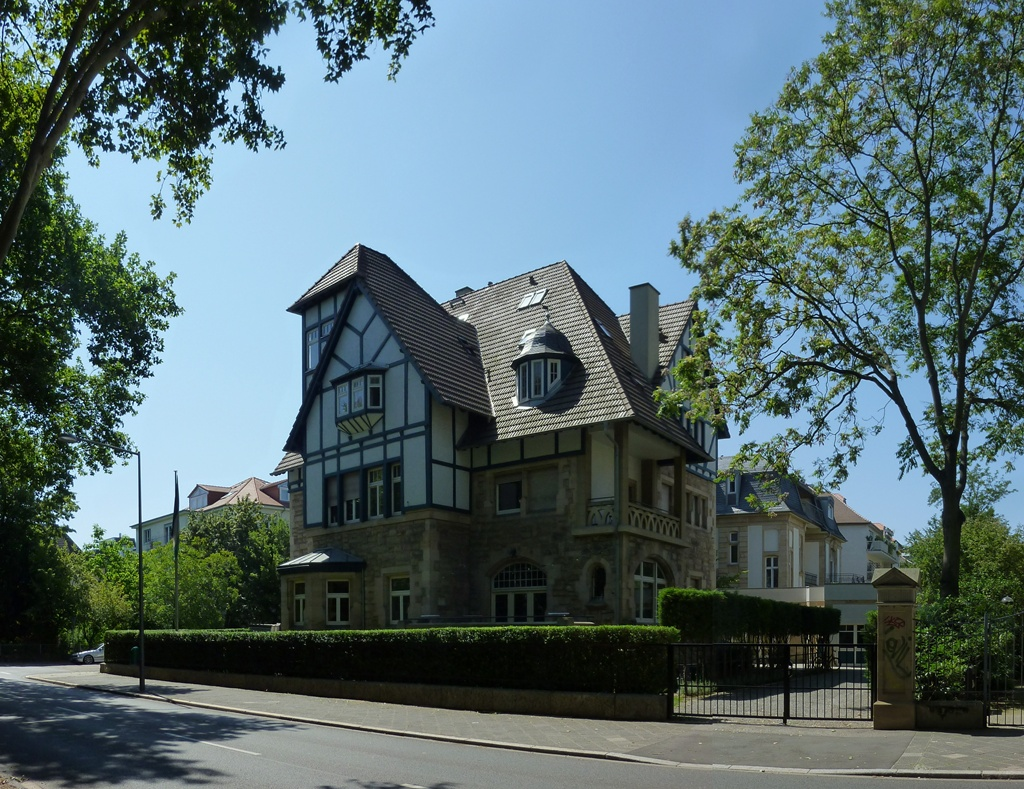
Das Corpshaus der Rheno-Nicaren in Mannheim, Mollstraße 53, am Unteren Luisenpark

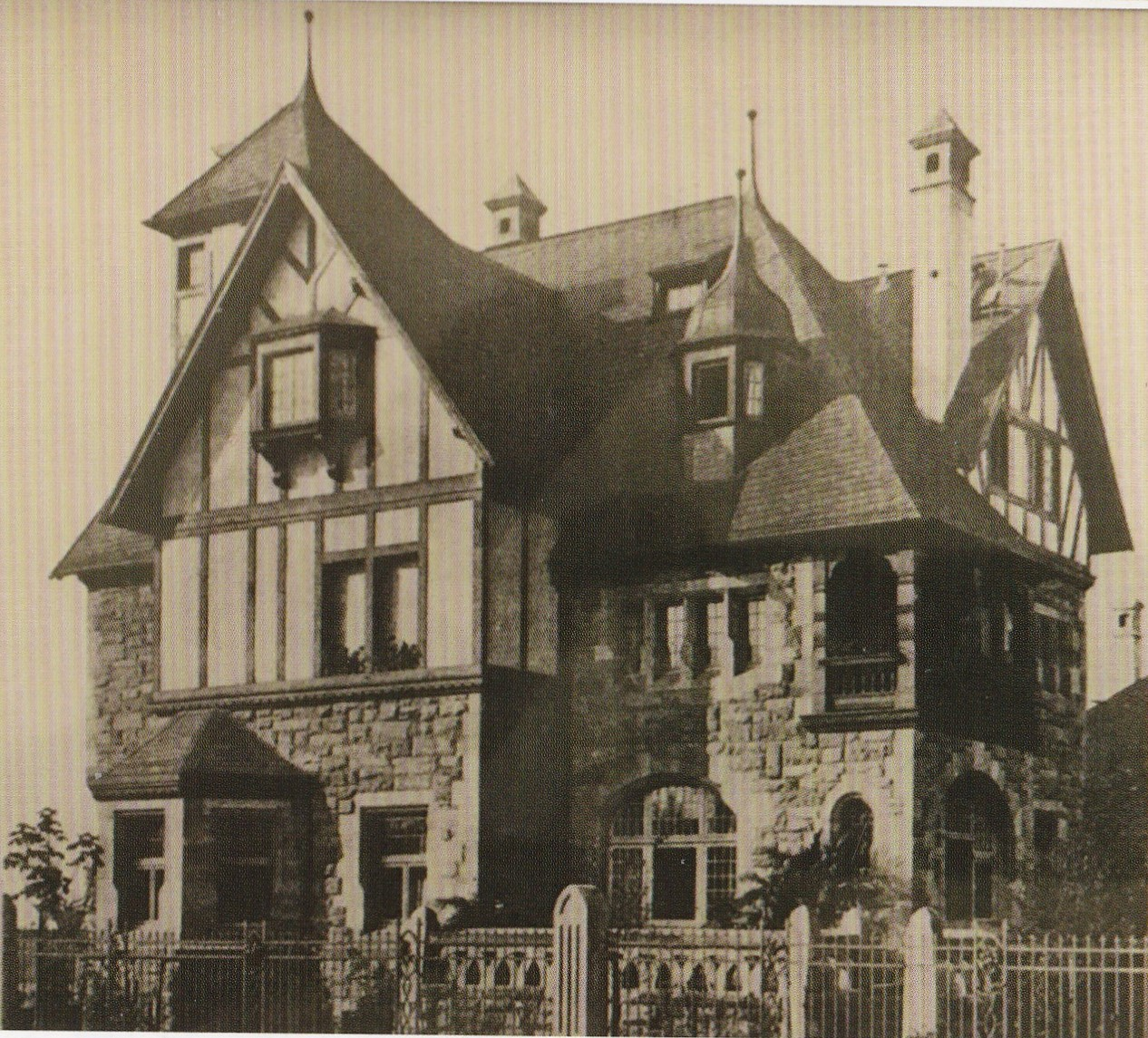
Der Vorgängerbau des Corpshauses: Die 1901/02 von Rudolf Tillessen erbaute Villa Hoffmann um 1930.

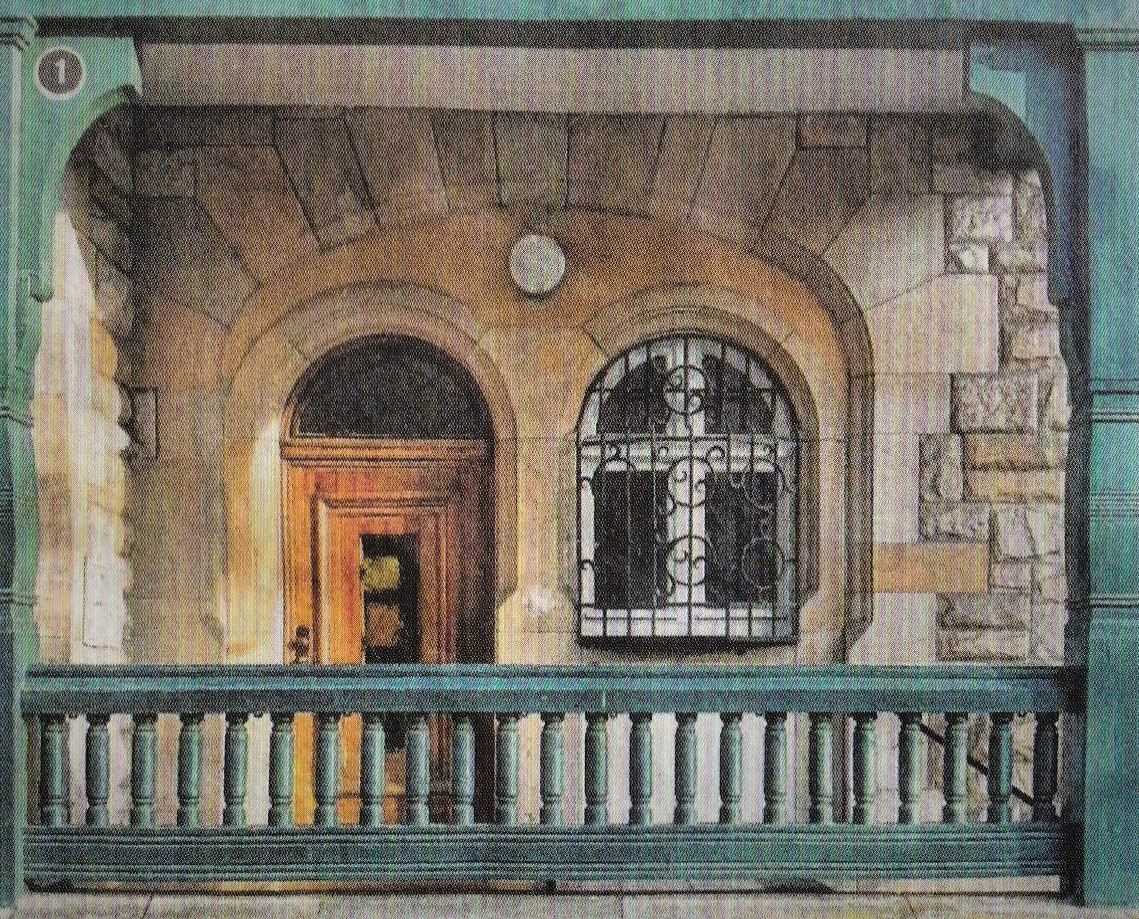
Die offene Eingangsloggia des Corpshauses gehört zu den praktisch-dekorativen Eingängen vieler alter Mannheimer Oststadt-Villen aus der Gründerzeit.

Rheno-Nicaria bewohnt die 1960 erworbene, denkmalgeschützte Villa Hoffmann in der Oststadt von Mannheim.
Die beiden unteren Stockwerke des Corpshauses dienen vorwiegend repräsentativen Zwecken (Großer Kneipsaal und Kleine Kneipe, Traditionszimmer) sowie dem Fechtsport. Im oberen Teil befinden sich Zimmer für bis zu 20 Studenten. In einem Nebengebäude sind Seminar- und Archivräume untergebracht.
Die alte Villa Hoffmann war 1901/02 von Eduard Hoffmann, einem Mitglied der Ludwigshafen-Mannheimer Bauunternehmer-Familie Joseph Hoffmann & Söhne, erbaut worden. Im Zweiten Weltkrieg wurde das Haus durch Luftangriffe auf Mannheim schwer beschädigt.
Für den Corpsbetrieb wurden 1960 die beiden unteren Etagen und der Keller zweckmäßig hergerichtet. Das Gebäude erhielt zunächst nur ein Flachdach. Es wurde 1991 um drei Dachgeschosse aufgestockt und erhielt ein stilvolles Giebelensemble.
Hierbei wurde die Fassade der oberen Stockwerke neu gestaltet – in Anlehnung an den ursprünglich englischen Neu-Tudorstil einer neugotischen, auch mit Fachwerk kombinierbaren Architektur.
Diese Bauweise der Gründerzeit durchzieht die gesamte Mannheimer Oststadt, maßgeblich gestaltet vom Architekten Rudolf Tillessen (1857–1926). Dieser zeichnet auch für die frühere Villa Hoffmann verantwortlich und hat sich selbst in der benachbarten Lachnerstraße sein eigenes Haus gebaut.

## Das Corpsleben
Die Struktur des Corps ist so angelegt, dass die Erfahrungen der älteren Semester den Jüngeren zugutekommen. Hierzu gehören auch Unterstützung in der Studienplanung sowie Vermittlung von Praktika.
Stiftungsfeste und Jubiläen, Kneipen und Kommerse sowie Besuche bei Alten Herren sind Teil des Corpslebens.
Die verbindungseigene Corpszeitschrift Der Rhein-Neckarländer kommentiert das Corpsleben von 1925 bis 1933 und seit 1963 nach jedem Semester.

### Die Aktivitas
Mittelpunkt des Corps sind die studierenden Corpsbrüder, die sog. Aktiven, die im Corpsburschen-Convent (CC) und im Allgemeinen Convent (AC) zu Wort kommen: Dem CC gehören die Vollmitglieder an, dem AC auch die Füchse als voraussichtliche künftige Mitglieder. Beiden Gremien stehen drei Corpsburschen vor: Diese – die sog. Chargierten – sind mit der Leitung des Corps betraut und werden durch Wahl aus dem CC heraus bestimmt; sie führen für ein Semester lang hinter ihrem Namen und dem Corpszirkel die Zeichen x (Senior als Vorsitzender und höchster Repräsentant des Corps nach außen), xx (Consenior mit der Zuständigkeit fürs Fechten und für Veranstaltungen) und xxx (Subsenior als Schriftwart). Diese Chargensterne dürfen nach erfolgreich bestandenem Corpssemester in Klammern gesetzt (geklammert) und dann so weitergeführt werden: (x), (xx), (xxx).
Das Gleiche gilt für den Coach der Füchse, den Fuchsmajor (FM), der die Füchse u. a. über Comment, Corps- und Universitätsgeschichte informiert. Die meist zweisemestrige Fuchsenzeit im Äußeren Corpsverband ist eine Probezeit zum gegenseitigen Sich-Kennenlernen, die bei Erfolg mit der Reception, der feierlichen Aufnahme in den Inneren Corpsverband, endet.
Während seiner Aktivzeit lernt jeder junge Corpsbruder in den Conventen das demokratische Miteinander – zunächst als Fuchs, später als Corpsbursche: Danach sollte er Debatten und Diskussionen in kleinen und großen Gremien mit einwandfreier Rhetorik beherrschen. Er sollte den Umgang mit Mehrheitsbeschlüssen akzeptieren und Rede und Antwort stehen, ohne seinen Gesprächspartner zu verletzen oder zu unterbrechen. Ziel ist, jeden Corpsbruder so auf die ihn in seinem künftigen Berufsleben wartenden Aufgaben vorzubereiten.
Nach Abschluss der Aktivenzeit wird ein Corpsbruder dann inaktiviert, wenn er sich intensiv auf seine Examina vorbereiten muss: Er ist von wesentlichen Verpflichtungen – z. B. der regelmäßigen Teilnahme an Corpsveranstaltungen – befreit.
Nach Abschluss des Studiums wird ein inaktiver Corpsbruder zum Alten Herren und bleibt dem Corps in der Regel sein Leben lang verbunden.
Die Aktivitas gibt für jedes Semester ein Veranstaltungsprogramm heraus.

### Die Altherrenschaft
Das beschlussfassende Organ der Altherrenschaft ist der Altherren-Convent (AHC). In ihm vertritt der Senior die Interessen der Aktiven.
In der Rechtsform AH(Altherren)-Verband des Corps Rheno-Nicaria zu Mannheim und Heidelberg, Vereinigung Alter Rhein-Neckarländer, Huberten und Silvanen e. V. ist die Altherrenschaft nach außen vertreten. Der Altherren-Verband (AHV) ist auch ältestes Mitglied der Sponsorenvereinigung Freunde der Universität Mannheim.
Ein Ehren-Corpsbursche (ECB) ist ein verdienter Alter Herr des Corps, der sich durch jahrzehntelangen ehrenamtlichen Einsatz für das Corps ausgezeichnet hat. Ein Ehrenrat als Schiedsgericht regelt u. a. mögliche Streitigkeiten zwischen Corpsbrüdern.

### Der Feierliche Corpsconvent
Höchstes Gremium im Corps ist der in jedem Semester anlässlich des jährlichen sommerlichen Stiftungsfestes und zum Stiftungstag (22. Januar) zusammenkommende Feierliche Corps-Convent (FCC) unter dem Vorsitz des Seniors: Hier wird u. a. über wesentliche Fragen des Zusammenwirkens der Corpsbrüder und mögliche Änderungen der Satzung beschlossen.

## Die korporative Einbindung

### Der Weinheimer Corpsstudenten-Verband
Das Corps Rheno-Nicaria ist dem Weinheimer Corpsstudenten-Verband angeschlossen, der in zwei Teilbereichen die jungen und die älteren Corpsbrüder umfasst:
- Die jüngeren Corpsbrüder sind im Weinheimer Senioren-Convent (WSC) zusammengeschlossen, regional im Darmstädter Senioren-Convent (DSC) mit dem Corps Hermunduria Leipzig zu Mannheim, dem Corps Thuringia Heidelberg und dem Corps Franconia-Berlin zu Kaiserslautern sowie den Darmstädter Corps Chattia, Franconia, Hassia, Obotritia und Rhenania.

- Der Altherrenverband aller Weinheimer Corps ist der Weinheimer Verband Alter Corpsstudenten (WVAC). Das Corps Rheno-Nicaria stellte in den Jahren 1982–1984 mit Karl-Heinz Herberger und 2012–2013 mit Marcel Hattendorf dessen Vorsitzenden.

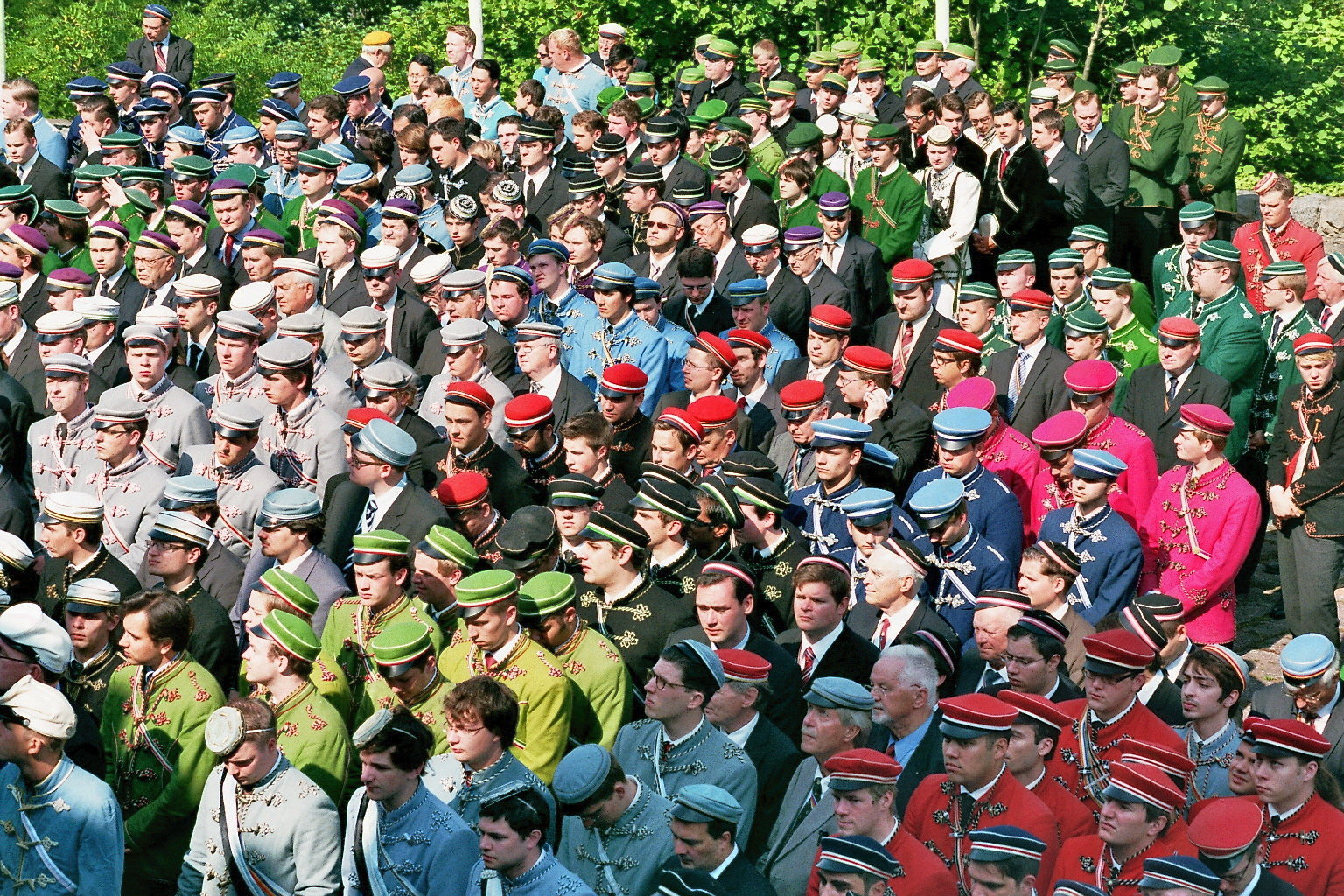
Weinheimtagung: WSC-Corpsstudenten in ihrer farbenfrohen Studententracht vor der Wachenburg (2011)

Die Weinheimtagung: Die Stadt Weinheim an der Bergstraße (bei Heidelberg) mit der darüberliegenden verbandseigenen Wachenburg im Odenwald ist jährlich am Himmelfahrts-Wochenende festlicher Treffpunkt aller Studenten und Alten Herren von WSC und WVAC.

## Literatur

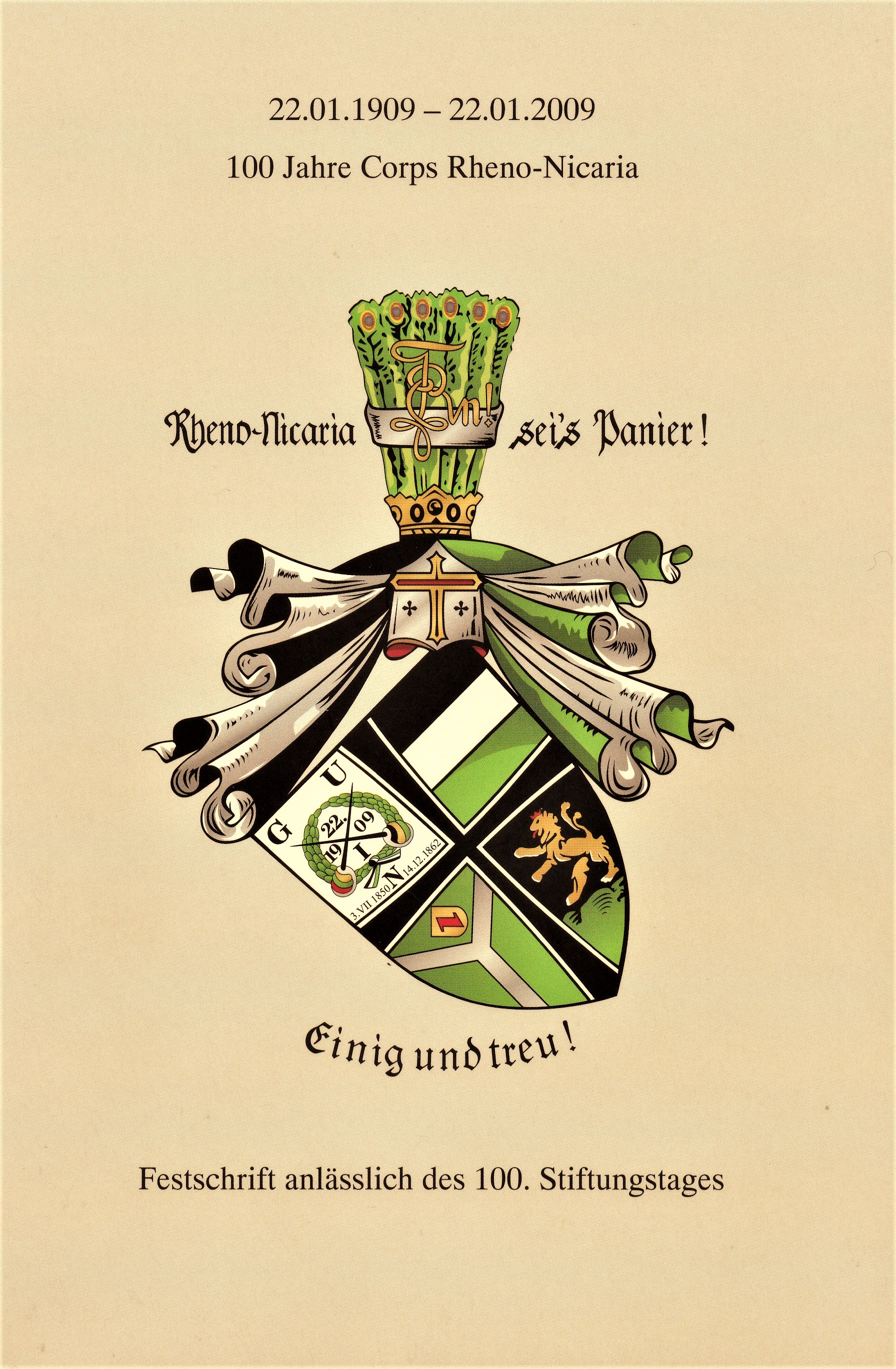
Klaus Eichhorn, Bernhard Klingmann: Festschrift 100 Jahre Corps Rheno-Nicaria, 2009.

### Fechten und Freundschaften
Die WSC-Corps Rheno-Nicaria und Thuringia Heidelberg decken ihre Mensuren vornehmlich in der Heidelberger Interessen-Gemeinschaft pflichtschlagender Verbindungen (HIG) ab, einem Waffenring Heidelberger und Mannheimer Studentenverbindungen. Hierzu gehört die überwiegende Anzahl der schlagenden Verbindungen der Universitätsstädte Heidelberg und Mannheim. Die Pauktage der HIG finden reihum bei den Mitgliedskorporationen statt, meistens – wegen der Größe ihrer Verbindungshäuser – bei den Landsmannschaften Teutonia, Afrania und Zaringia in Heidelberg.
Rheno-Nicaria unterhält seit 2009 ein Freundschaftsverhältnis mit dem Corps Germania München und hat freundschaftliche Beziehungen zum Corps Franco-Guestphalia Köln, die bis in die Zeit vor dem Ersten Weltkrieg – gemeinsame Jahre als Turnerschaft – zurückgehen.

## Die Geschichte des Corps Rheno-Nicaria
Siehe auch: Universität Mannheim

### Erste Mannheimer Zeit: 1908–1933

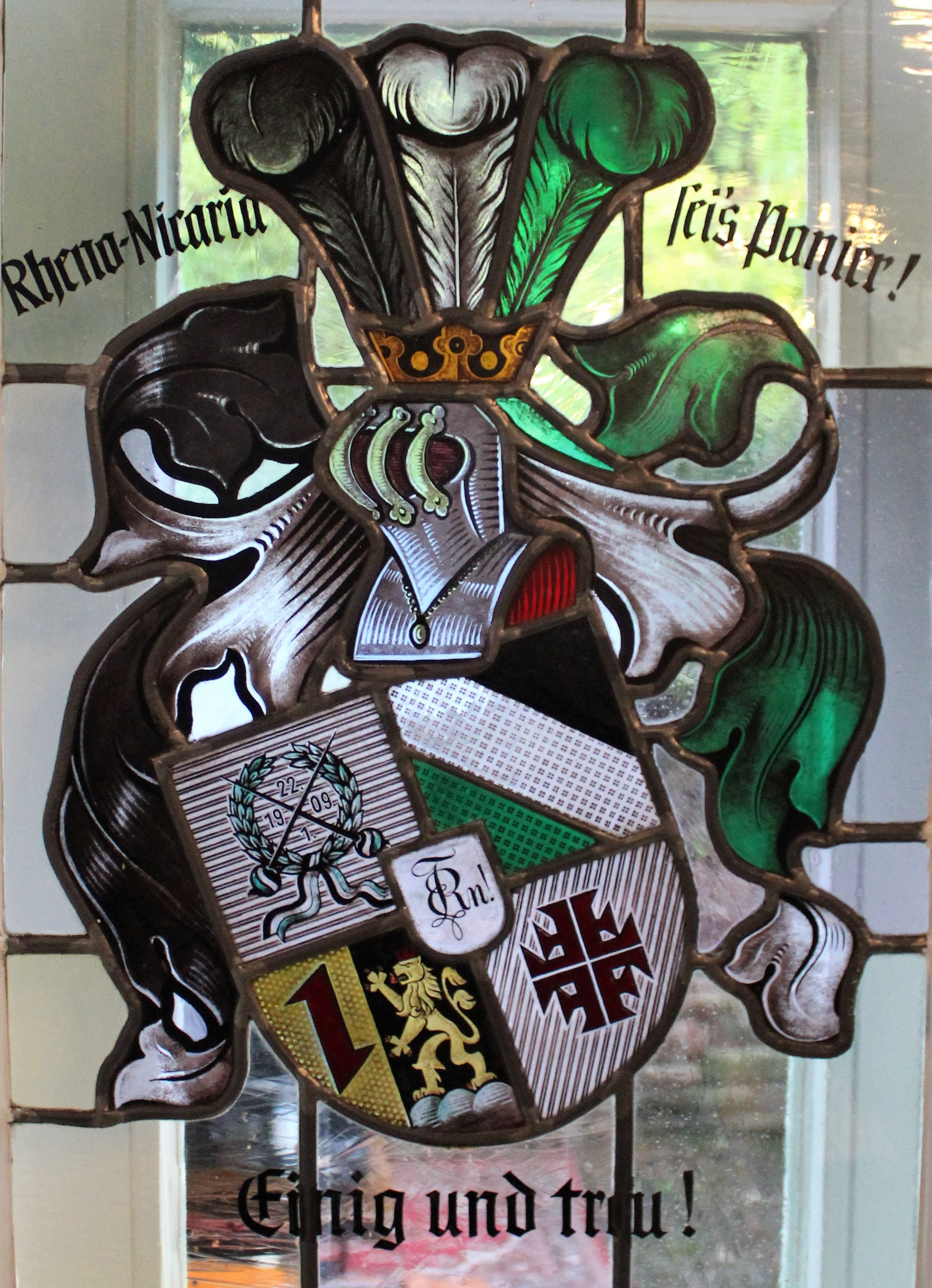
Wappenfenster der Turnerschaft Rheno-Nicaria Mannheim (1909–1922) – Corpshaus der Thuringia Heidelberg, Kneipsaal (1. Wappenfenster)

Die Handelshochschule Mannheim begann im Wintersemester 1907/08 mit ihren Vorlesungen, wurde aber erst am 3. April 1908 als städtische Hochschule seitens des Großherzogtums Baden genehmigt. Die offizielle Einweihung war für den 13. Oktober 1907 vorgesehen, verzögerte sich aber wegen des plötzlichen Todes des badischen Großherzogs Friedrich. Das Sommersemester 1908 war dann das erste offizielle Semester.
Die schon in diesem Semester vorgesehene Gründung der Rheno–Nicaria konnte deswegen erst im Wintersemester 1908/1909 am 22. Januar 1909 erfolgen. Als zunächst studentische Turnerschaft ist Rheno-Nicaria damit die erste und älteste Korporation an der heutigen Universität Mannheim und hatte im Gründungssemester bereits 15 aktive Mitglieder.
Gründungsbursche und erfolgreicher erster Fuchsmajor war der damals 20-jährige Adolf Seitz. Dieser konnte schon
- im Sommersemester 1909 auch den Gründungsdirektor der Handelshochschule, den Nationalökonomen und hauptamtlichen Direktor des Statistischen Amtes der Stadt Mannheim Sigmund Schott,

dazu bewegen, Ehrenmitglied der Rhein-Neckarländer zu werden.
Die der jungen Studentenverbindung noch fehlende Altherrenschaft wurde bis 1926 um weitere sieben Dozenten der Handelshochschule ergänzt:
- Bis zum Ersten Weltkrieg waren es Martin Behrend, Adolf Brehm, Paul GerstnerEustachius Mayr, Sigmund Schott,
- zwischen 1920 und 1933 Anton Erdel, Eustachius Mayr und Heinrich Sommerfeld.

Das Mannheimer Studentenleben der Rhein-Neckarländer spielte sich zunächst in Gaststätten und in gemieteten Wohnungen in den Mannheimer Quadraten D 3 und A 1 ab. In A 1.8 wohnte auch das Faxen-Ehepaar, das die Aktiven hier tagsüber und bis in die späte Nacht versorgte. Im gleichen Quadrat, nur wenige Schritte entfernt – an der Breiten Straße neben der Jesuitenkirche –, befand sich auch die Handelshochschule mit ihren Hörsälen. Ein eigenes Haus konnte Rheno-Nicaria erst im Wintersemester 1921/22 beziehen; die offizielle Postanschrift des Corps hieß damals: Mannheim, L. 11.27 (Schloßgartenstr. 27, Rhein=Neckarländerhaus).

Im Wintersemester 1909/10 trat Rheno-Nicaria dem Teutoburger Deputierten-Convent (TDC) – einer Organisation schlagender und farbentragender Verbindungen an deutschen Handelshochschulen – bei. Der TDC erlosch jedoch schon im Jahr 1913, nachdem einige Handelshochschulen als wirtschaftswissenschaftliche Fakultäten an Universitäten aufgenommen worden waren. Nach der durch den Ersten Weltkrieg bedingten Zwangspause von 1914 bis 1919 waren alle Mitglieder in der Armee. 

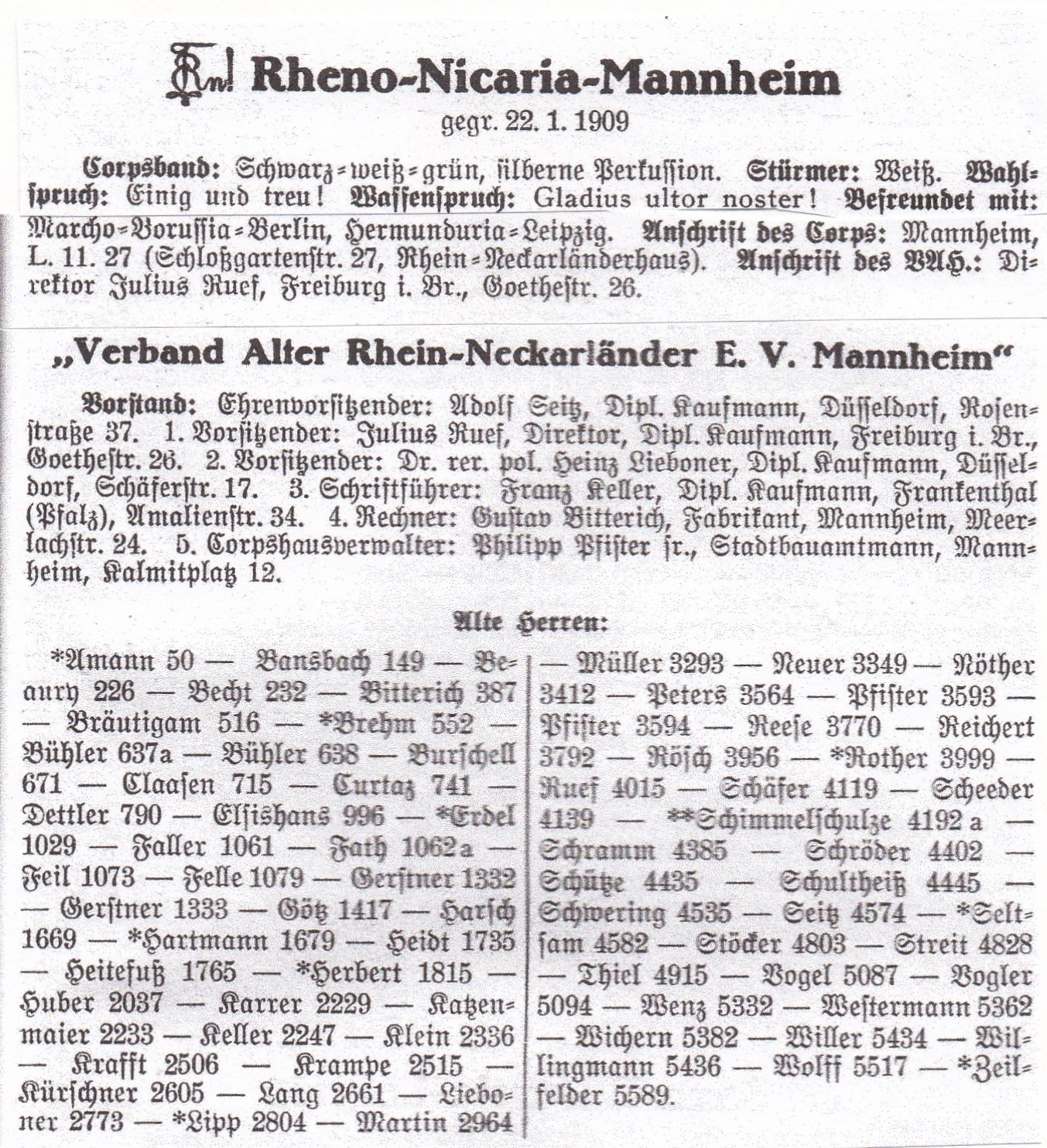
Im Januar 1928 hatte das RSC-Corps Rheno-Nicaria 72 Alte Herren. Rechnet man die rd. 350 Alten Herren der künftigen RSC-Fusionscorps (Salingia Berlin, Hubertia und Silvania Gießen) hinzu, wären es insgesamt rund 425 Alte Herren gewesen. – Erwin Willmann: Verzeichnis der Alten Rudolstädter Corpsstudenten.

1922 erfolgte die Erklärung zum Freien Corps und – nach erfolglosen Verhandlungen über einen Beitritt zum Weinheimer Senioren-Convent (WSC) 1923/24 – der Beitritt zum Rudolstädter Senioren-Convent (RSC) am 11. Juni 1924. Der RSC hatte seine bisherige Ausrichtung als veterinärmedizinischer Fachverband abgelegt und sich für schlagende Verbindungen (Landsmannschaften und Corps) an anderen Hochschulen geöffnet. Die Altherren-Liste des RSC von 1927 nennt 50 RSC-Corps mit rd. 5.700 Alten Herren.
Ab dem Wintersemester 1923/24 begründeten die Rhein-Neckarländer mit vier anderen schlagenden Verbindungen (Alemannia, Arminia, Hansea, Merowingia) den bis 1933 bestehenden Waffenring Mannheim. Mit den RSC-Corps Marcho-Borussia in Berlin und Hermunduria in Leipzig wurden im Sommersemester 1926 Freundschaftsverträge abgeschlossen, die aber nur bis zum Zweiten Weltkrieg dauern sollten.
Nach dem Sommersemester 1933 wurde – nach Machtergreifung durch die Nationalsozialisten (NS) am 30. Januar 1933 – die Handelshochschule Mannheim plötzlich und völlig unvermittelt aufgelöst. Mehr als 600 Studierende mussten Mannheim verlassen und in Heidelberg ihren neuen Studienplatz finden, alle Dozenten mit Ausnahme des letzten Rektors wurden entlassen.
Die Rhein-Neckarländer und ihr lang- und jetzt 45-jähriger Altherren-Vorsitzender Adolf Seitz standen vor der Entscheidung, nach 25 Jahren ihres Bestehens die Verbindung aufzulösen oder nach Heidelberg überzusiedeln. In dieser Situation verfasste Seitz 1933 eine Festschrift zur Geschichte des Corps, ohne jedoch ein diesen Umstand würdigendes angemessenes feierliches Stiftungsfest begehen zu können.

### NS-Zeit in Heidelberg: 1933–1945
Den Rheno-Nicaren blieb unter den gegebenen Umständen nichts anderes übrig, als zum Wintersemester 1933/34 den Hochschulort zu wechseln. Ihr Mannheimer Rhein-Neckarländer-Haus in L 11.27 musste verkauft werden. Sie fanden aber eine neue Bleibe im früheren Verbindungshaus der schlagenden Jüdischen Studentenverbindung Bavaria Heidelberg in Heidelberg, Hauptstraße 244.
Erst 1931 hatte deren Altherrenverband das 1835 als Weinwirtschaft mit Terrassengarten erbaute Haus – unter dem Heidelberger Schloss und über dem Neckar gelegen – erworben und zum Korporationshaus umbauen lassen. Die feierliche Einweihung fand anlässlich des 41. Stiftungsfestes am 24. Oktober 1931 statt. Bavaria hatte zu diesem Zeitpunkt rund 320 Mitglieder.

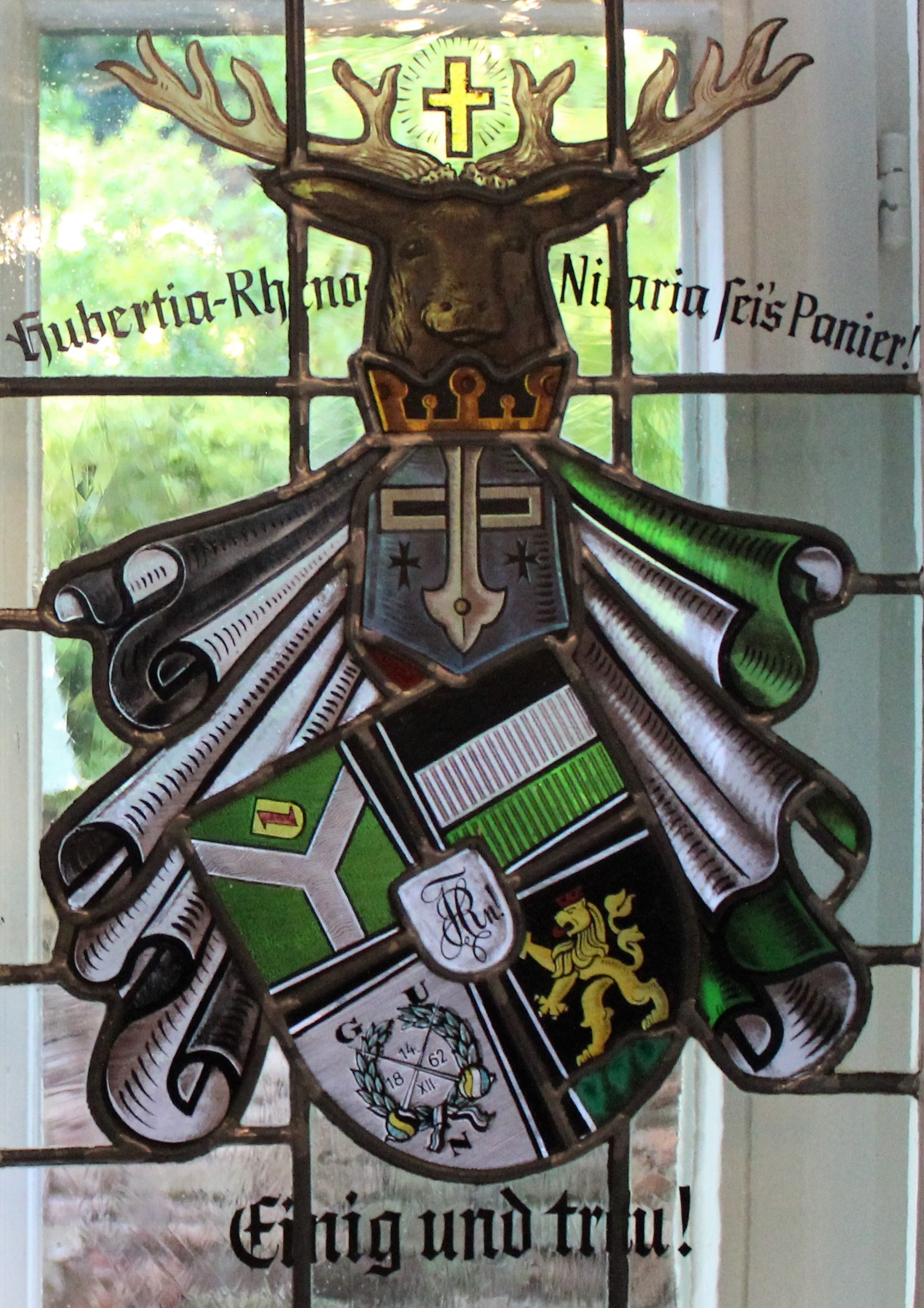
Wappenfenster der Burschenschaft Hubertia-Rhenonicaria Heidelberg (1933–1936) – Corpshaus der Thuringia Heidelberg, Kneipsaal (2. Wappenfenster)

Die vielen in 1933 nach der Machtergreifung durch den NS-Staat erfolgten Veränderungen lassen sich in Kurzform wie folgt darstellen:
- 29. April: Das Korporationshaus der Bavaria wird vom Heidelberger NS-Studentenbund (NSDStB) besetzt und damit enteignet.[4] Kurz zuvor war mit den gegen die jüdischen Mitbürger am 7. April erlassenen Nürnberger Gesetzen die NS-Judenverfolgung begonnen worden.
- 11. September: Die Burschenschaft Alemannia Mannheim kauft das Verbindungshaus der Bavaria Heidelberg und ändert ihren Namen in Heidelberger Burschenschaft im ADB Westmark.
- Im Oktober verkauft Rheno-Nicaria ihr Verbindungshaus in Mannheim.
- Am 8. November wird der Verschmelzungsvertrag zwischen Rheno-Nicaria und Westmark abgeschlossen. Der Verkaufserlös des Mannheimer Rheno-Nicaren-Hauses fließt in die Finanzierung des neuen gemeinsamen Heidelberger Hauses ein. Neuer Name dessen Eigentümers: Burschenschaft Rheno-Nicaria (DB).
- Am 14. Dezember erfolgt deren Fusion mit dem suspendierten Corps Hubertia Gießen-Eisenach[5] im Rudolstädter Senioren-Convent – auch diese Fusion in der Hoffnung, so trotz der Schikanen durch den NS-Studentenbund weiter bestehen zu können. Neuer Name: Burschenschaft Hubertia-Rhenonicaria Heidelberg (DB).

Mit nunmehr mehr als 200 Alten Herren glaubte man, den Wettbewerb mit den bereits in Heidelberg ansässigen 40 Verbindungen aufnehmen zu können.
Bereits im Wintersemester 1935/36 wurde die neue Burschenschaft jedoch – wie fast alle Verbindungen im Deutschen Reich – suspendiert. Da ein Überleben in der früheren Form damals unmöglich schien, gab auch Hubertia-Rhenonicaria mit nur noch rd. 100 wechselwilligen Mitgliedern dem Druck des NSDStB nach und überführte das Vermögen der Verbindung in die Burschenschaft Westmark, später zwangsweise zu der gemeinsam mit der Turnerschaft Ghibellinia Heidelberg gebildeten Kameradschaft Friedrich Friesen innerhalb des NSDStB. Das Verbindungshaus in der Heidelberger Hauptstr. 244 wurde als Kameradschaftshaus anerkannt. So erhoffte man sich die Traditionswahrung zu ermöglichen und die Verbindung zueinander aufrechterhalten zu können.
1941 hatte die Kameradschaft Friedrich Friesen 317 Mitglieder, davon stellten die Ghibellinen 152, die Thüringer 45 und die Huberto-Rhenonicaren 111 Mann.
Das Dritte Reich hinterließ seine Spuren auch bei Corpsbrüdern. Viele von ihnen waren Kriegsteilnehmer und auch Parteimitglieder bei der NSDAP. Dies zeigen die – teilweise bewegten – Lebensläufe von Karl Eicke, Emil Gerstner, Paul Gerstner und Heinrich Sommerfeld. Corpsbrüder waren aber auch Freimaurer, mussten aus der NSDAP austreten oder wurden von ihr gar nicht erst aufgenommen. Das hochgeachtete Ehrenmitglied des Corps Adolf Brehm erlebte nach seinem Tode 1937 nicht mehr, dass 1942 seine jüdische Schwiegermutter und 1944 seine Ehefrau in Konzentrationslagern ermordet wurden.

### In Heidelberg und Mannheim 1948–1975
Neustart nach dem Zweiten Weltkrieg
Nach dem verlorenen Zweiten Weltkrieg nahm Adolf Seitz aus seiner Steuerberatungspraxis in der Heidelberger Hauptstraße 20 schon 1945 Verhandlungen – entsprechend dem Rückerstattungsgesetz – mit den Behörden auf, um das Heidelberger Haus aus der Doppelbeschlagnahme als arisiertes Vermögen und NS-Eigentum zurückzugewinnen. Mit Hilfe der Universität Heidelberg konnte schließlich der Nachweis gelingen, dass allein die Rheno-Nicaren die Nachfolger des alten Hausvereins der Burschenschaft Hubertia-Rhenonicaria waren. Vom unzerstörten Heidelberg aus trommelte Adolf Seitz im April und im Mai 1948 seine Bundesbrüder zur Sammlung und Wiedersehensfeier zusammen; schon am 5. Juni 1948 wurde im Hotel Schwarzes Schiff am Neuenheimer Neckar-Ufer der Verband Alter Rhein-Neckarländer e. V. – zunächst ohne Aktivitas – wiedergegründet.
In Mannheim öffnete mit dem Sommersemester 1946 die Handelshochschule als Wirtschaftshochschule Mannheim wieder ihre Tore. Die am 11. Juni 1947 gegründete Mannheimer Studentenvereinigung Gutenberg (MSTV Gutenberg) wurde am 31. Mai 1950 als Aktivitas mit dem späteren Namen MSTV Rheno-Nicaria in das Corps Rheno-Nicaria aufgenommen. In ihrem Mitglied Karl-Heinz Herberger, der schon im Sommersemester 1941 als 21-jähriger Soldat den Weg zur NS-Kameradschaft Friedrich Friesen gefunden hatte, fand Adolf Seitz den richtigen Weggenossen für die weitere Zukunft der Rhein-Neckarländer.

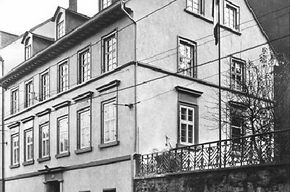
Das Heidelberger Corpshaus der Rheno-Nicaria in der Hauptstraße 244 (1957–1975) gehört jetzt dem Corps Thuringia Heidelberg. – Die unteren sechs Fenster zur Hauptstraße sind – nur von innen sichtbar – auch heute noch mit Wappenfenstern aus der Geschichte des Corps Rheno-Nicaria ausgestattet. – Vgl. hierzu auch das Corpshaus-Foto von 1833 (#Die_ Burschenschaft_Alemannia_ Mannheim).

Der Altherrenverband der Rhein-Neckarländer gehörten im Sommersemester 1952 zu den Gründungsmitgliedern der Gesellschaft der Freunde der Wirtschaftshochschule Mannheim (heute: Freunde der Universität Mannheim) und ist seitdem deren ältestes Mitglied.
- Im Wintersemester 1953/54 wurde Franz Haas, Rektor der Wirtschaftshochschule Mannheim, Ehrenmitglied des Corps Rheno-Nicaria als achter Mannheimer Dozent.

Das Mannheimer Verbindungsleben fand – wie in der Gründungszeit – zunächst in Nebenzimmern der verschiedener Gastwirtschaften statt. Erst 1955 konnten die Rhein-Neckarländer in T 1.10 zusammen mit anderen Studentenverbindungen ein Korporationsheim beziehen, das der damaligen Bürgerbräu Ludwigshafen gehörte und wo sich die Aktiven regelmäßig auch zum Mittagessen trafen. Am 20. Februar 1960 wurde schließlich das Haus Mollstraße 53 am Unteren Luisenpark gekauft, umgebaut am 11. November 1960 eingeweiht.
Rheno-Nicaria trat nach Wiedererrichtung der Deutschen Burschenschaft dieser nicht bei. Der Rudolstädter Senioren-Convent (RSC) war 1934 im Weinheimer Senioren-Convent (WSC) aufgegangen. Rheno-Nicaria trat deshalb am 9. Januar 1953 als renoncierendes Mitglied dem Weinheimer Senioren-Convent bei, am 15. Mai 1953 erfolgte die Reception, also die endgültige (Wieder-)Aufnahme.
Die Forstcorps Hubertia und Silvania in Eisenach, die sich vor dem Ersten Weltkrieg vergeblich um eine Aufnahme in den WSC bemüht hatten, verlegten 1919 infolge der Schließung der dortigen Forstakademie ihren Sitz an die Universität Gießen und traten dem RSC bei. Beide wurden nach dem Zweiten Weltkrieg nicht rekonstituiert. Schon 1933 fusionierte Rheno-Nicaria mit dem Corps Hubertia Gießen; diese Fusion wurde 1954 bestätigt.
Zugleich fusionierte Rheno-Nicaria mit dem ebenfalls suspendierten Forstcorps Silvania Gießen-Eisenach (ehemals im Rudolstädter Senioren-Convent), das sich schon 1931 mit dem Veterinärcorps Salingia Berlin verbunden hatte. Die Tradition dieser drei Corps führt Rheno-Nicaria bis heute weiter. Der Name des Altherrenvereins wurde in Verband Alter Rhein-Neckarländer, Huberten und Silvanen e. V. geändert.
Grundbedingung dieser Vereinbarung von 1954 war, dass der neue Zusammenschluss seinen Sitz mindestens 30 Jahr lang in der alten Universitätsstadt Heidelberg haben musste – also bis 1984. Ein Standort allein in der Wirtschaftsmetropole Mannheim wurde von den künftigen Fusionscorps damals nicht akzeptiert.
Ausführlich lassen sich diese Veränderungen nachlesen in den nachstehenden Unterkapiteln zu #Die Geschichte der fusionierten Verbindungen nachlesen:
- Das Forstcorps Hubertia Eisenach-Gießen
- Das Forstcorps Silvania Eisenach-Gießen
- Das Veterinärcorps Salingia Berlin

Konsolidierung in Mannheim

Am 10. Dezember 1957 beging die Wirtschaftshochschule Mannheim unter dem Rektorat von August Marx ihr 50-jähriges Jubiläum. Der Altherrenvorsitzende des Corps Adolf Seitz wurde an diesem Tag im Rahmen akademischer Ehrungen zum Ehrensenator ernannt. Dies erfolgte im Hinblick auf seine Verdienste in der Gründungszeit der Handelshochschule Mannheim und später als Gründungsmitglied und Vizepräsident der 
Gesellschaft der Freunde der Wirtschaftshochschule Mannheim seit 1952. Der AHV des Corps Rheno-Nicaria zu Mannheim und Heidelberg wird seit dieser Zeit als ältestes Vereinsmitglied der jetzigen Freunde der Universität Mannheim geführt.
Das Jahr 1957 stellte auch einen Höhepunkt der guten Beziehungen zwischen der Hochschule und ihren Studentenverbindungen dar, die bis dahin regelmäßig – Rheno-Nicaria zuletzt im Wintersemester 1959/60 – ihre Vertreter in den Allgemeinen Studentenausschuss (AStA) der Wirtschaftshochschule entsandten.
In Heidelberg: Zunächst Konsolidierung und dann Finale
Im Heidelberger Corpshaus wurde der Aktivenbetrieb 1957 wieder aufgenommen. Die Alten Herren der Fusionscorps – insbesondere der Silvania Gießen – sorgten in der Folgezeit dafür, dass ihre Söhne in Heidelberg studierten und bei den Rheno-Nicaren aktiv wurden. Ab 1961 war das bis dahin vermietete Heidelberger Haus für den geregelten Corpsbetrieb wieder frei. 

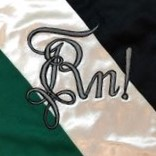
Heidelberger Rheno-Nicaren-Zirkel aus den 1970er Jahren im Stammtisch-Wimpel des Schnookeloch (historische Waffenstudenten-Kneipe zwischen Neckar und Heiliggeist-Kirche). Gegenüber dem Original-Zirkel ist die obere Spitze des F (für floreat, Freiheit) in das R (für Rheno/Rhenus, Rhein) hinein gezogen und steht deswegen nicht mehr darüber. – Rhein-Neckarländer-Archiv

Der universitätsorientierte Heidelberger Teil des Corps entwickelte in den 1970er Jahren einen eigenen Stolz, brachte es – gegen den Willen des Weinheimer Senioren-Convents – zu einer eigenen Chargiaa und führte sogar einen eigenen Zirkel.
Der Corpsbetrieb in Heidelberg musste aber 1975 wieder aufgegeben werden: Es wurde immer offensichtlicher, dass die Zweigleisigkeit des Corps mit einem neuen Haus in Mannheim seit 1960 und einem zweiten Haus in Heidelberg zu einer andauernden finanziellen Doppelbelastung für die Altherrenschaft und zu einer unzumutbaren ständigen personellen Überlastung für die Aktivitas führen und schließlich in einer Sackgasse enden würde.
Die Zusage von 1954 gegenüber den Fusionscorps, den Aktivenbetrieb in der Universitätsstadt Heidelberg bis 1984 aufrechtzuerhalten, konnte daher nicht eingehalten werden. Heidelberger Aktive wurden vom zunächst freien und späteren WSC-Corps Thuringia übernommen, und die Alten Herren der Heidelberger Sängerschaft Thuringia Heidelberg erwarben 1978 das Heidelberger Corpshaus der Rheno-Nicaria.
Wegen der seit 1933 bestehenden Verbundenheit mit der Universität Heidelberg und um den Alten Herren der drei Fusionscorps entgegenzukommen, beschloss der Altherrenvorstand des Corps Rheno-Nicaria, auch weiterhin den Namen Corps Rheno-Nicaria zu Mannheim und Heidelberg zu tragen.
In Mannheim wurde der Corpsbetrieb danach allein weitergeführt.

### Zweite Mannheimer Zeit (1975-heute)

#### Die Ehrenmitglieder Adolf Seitz und Karl-Heinz Herberger
Bis 1960 nahm Adolf Seitz (1888–1962) den Vorsitz des Altherrenvereins wahr, erlebte 1959 noch das 50. in Heidelberg begangene Stiftungsfest, aber 1967 nicht mehr den Ausbau der Wirtschaftshochschule Mannheim zur Universität.
Karl-Heinz Herberger (1922–1984) war stellvertretender Vorsitzender, blieb es bis 1969 und wurde dann Vorsitzender bis 1977: In seine Amtszeit fiel die schwierige Aufgabe, 1975 die Heidelberg-Mannheimer Doppelgleisigkeit des Corpsbetriebs in umsichtiger Weise zu beenden.
Beiden Ehrenmitgliedern der Rhein-Neckarländer hat das Corps sein Weiterbestehen in schwierigsten Zeiten zu verdanken.

#### Das 100. Stiftungsfest 2009

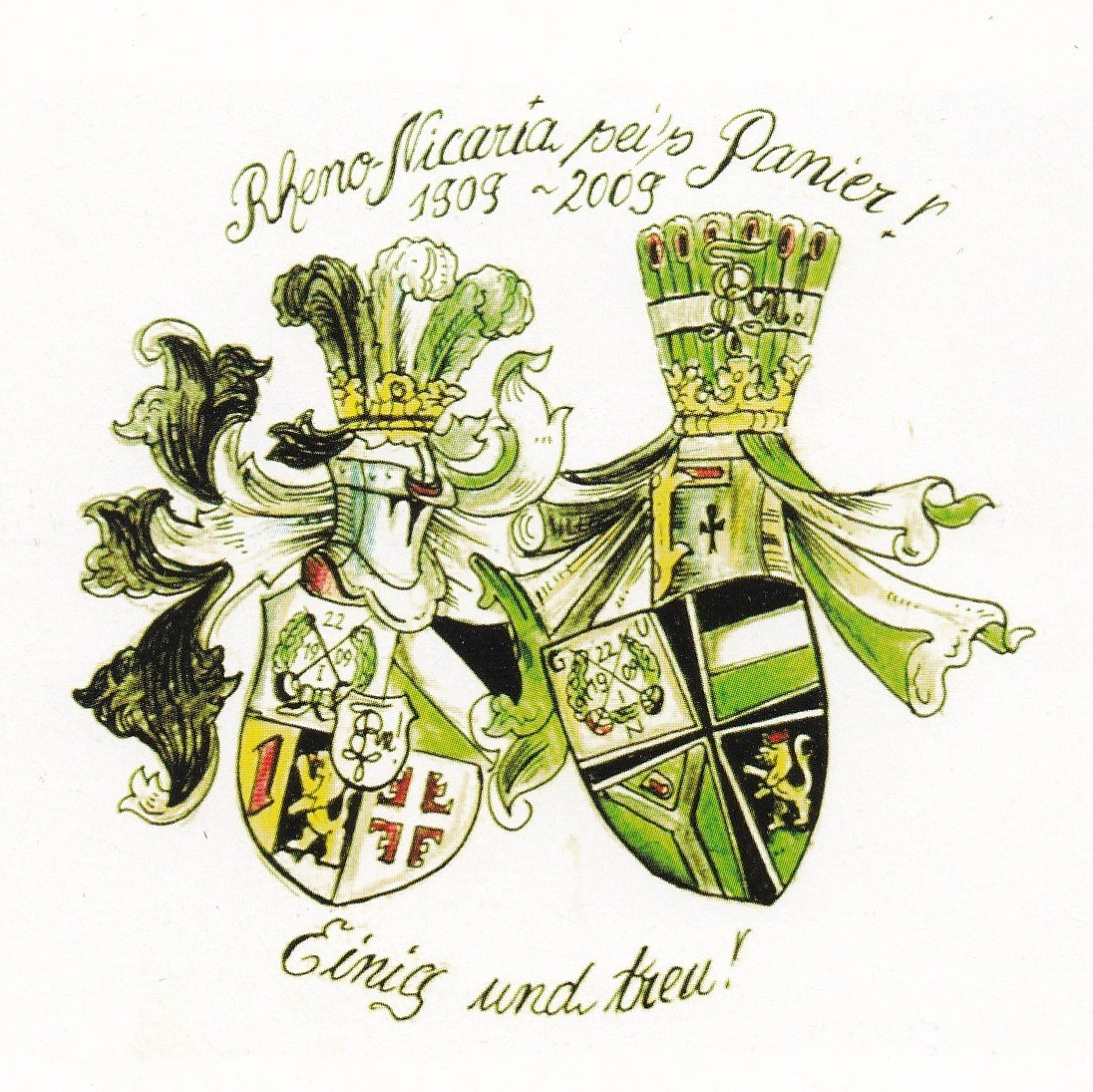
Doppel-Wappen des Corps Rheno-Nicaria 1909 und 2009 – Festschrift 100 Jahre Rheno-Nicaria, 2009, S. 220.

Zur 100-Jahr-Feier des Corps Rheno-Nicaria am 4. September 2009 wurde eine Festschrift herausgegeben. Sie behandelt in vier Kapiteln mit 24 Beiträgen folgende Themen:
- Anspruch des Corps – Elite oder Spaßverein?
- Innenansichten des Corpslebens – Ist der Weg das Ziel?
- Historische Meilensteine – eine kritische Bestandsaufnahme
- das Corps und der Wandel des Umfelds – Rückblick und Ausblick

Einige der wichtigsten Beiträge sind im unten angefügten Literaturverzeichnis enthalten.

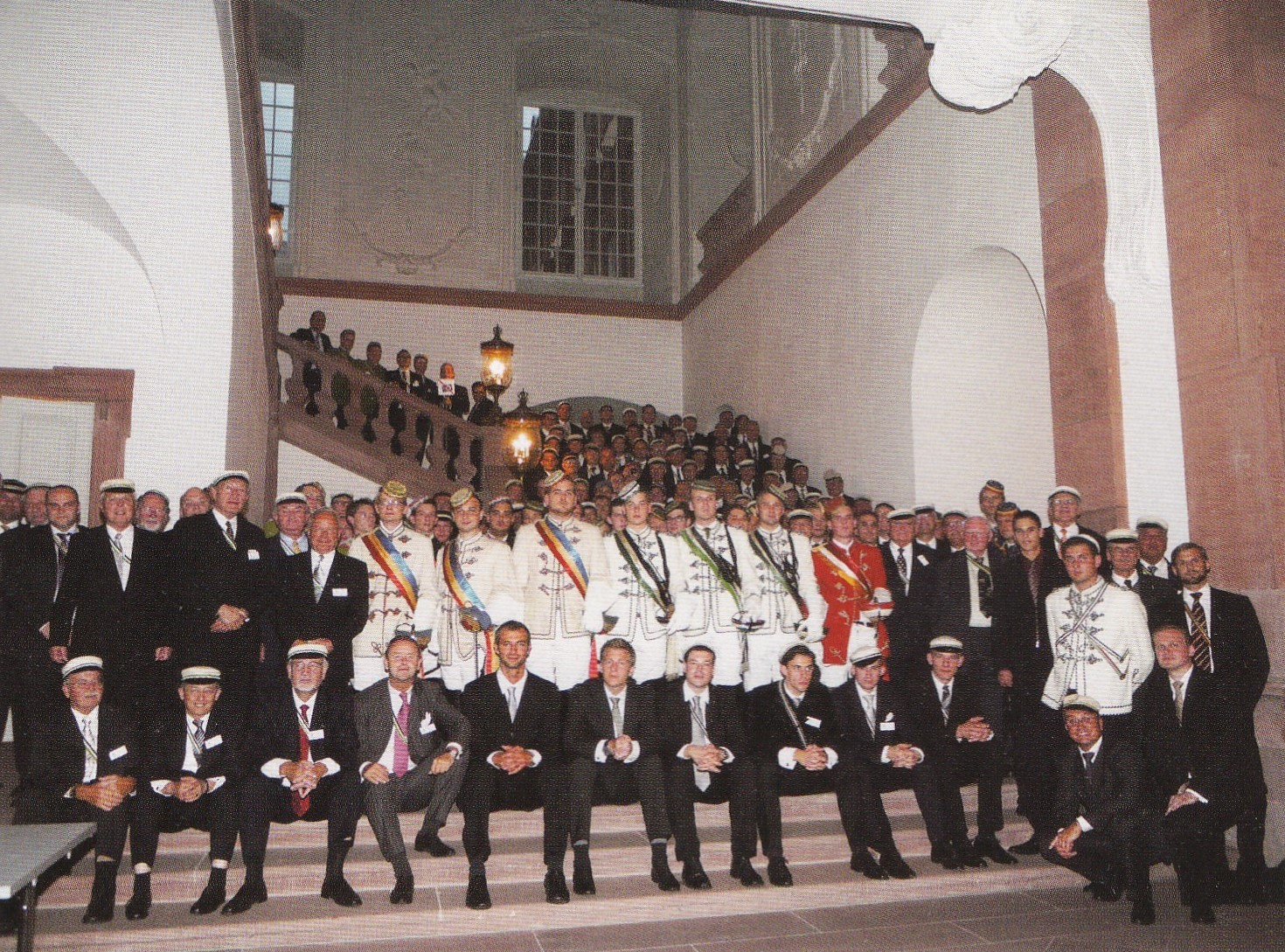
Das 100. Stiftungsfest am 4. September 2009: Corpsbrüder und Gäste im Foyer des Mannheimer Schlosses vor dem Festkommers

Der Festkommers zum 100. Stiftungstag fand im Mannheimer Schloss statt. Die Festansprache von Asfa-Wossen Asserate, einem Großneffen des letzten äthiopischen Kaisers Haile Selassie, behandelte Werte und Tugenden im 21. Jahrhundert.

#### Aktuelle Herausforderungen
Aus der über mehrere Generationen gewachsenen Kommunikationseinheit zwischen alten und jüngeren Corpsbrüdern heraus müssen jetzt:
Die laufenden Veränderungen der Hochschulstrukturen gemeistert, der corpsstudentische Markenkern und seine Markenbotschaft gepflegt und die Organisationsstrukturen verbessert werden.
Hierbei muss die Nachwuchssituation im Auge behalten und müssen Reformanstöße umgesetzt werden.

## Die Geschichte der fusionierten Verbindungen
Die Wappenbilder der nachstehenden vier Fusionsverbindungen gehören zur Kneipendekoration des Corpshauses der Thuringia Heidelberg, das unterhalb des Schlosses an der Hauptstraße 244 liegt. Sie entstanden in der Zeit vor 1976, als das Corps Rheno-Nicaria noch Eigentümer dieses Hauses war, und sind dort jetzt noch zu sehen. Zu dieser Dekoration gehören auch die weiter oben zu findenden beiden Wappenfenster der ehemaligen Turnerschaft Rheno-Nicaria (1909–1922) sowie der ehemaligen Burschenschaft Hubertia-Rhenonicaria Heidelberg (1933–1936).
Siehe auch: Corps Thuringia Heidelberg, Jüdische Studentenverbindung Bavaria Heidelberg

### Die Burschenschaft Alemannia Mannheim

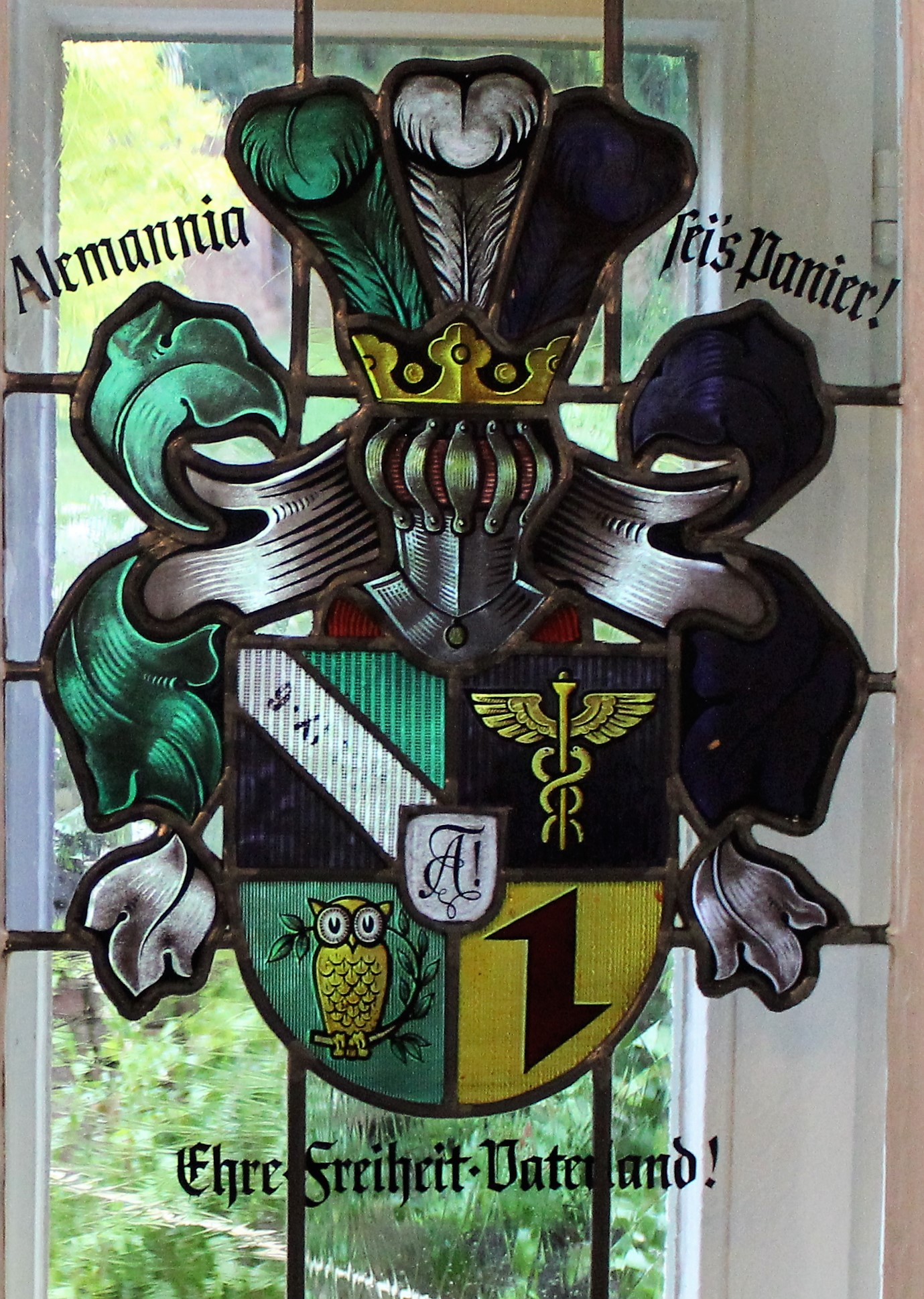
Wappenfenster der Burschenschaft Alemannia Mannheim (1911–1933) – Corpshaus der Thuringia Heidelberg, Kneipsaal (3. Wappenfenster).

Alemannia wurde als freie akademische Vereinigung am 9. November 1911 an der Mannheimer Handelshochschule gegründet. Erst nach dem Ersten Weltkrieg legte Alemannia Couleur an: 1921 wurde aus ihr die Akademische Verbindung Alemannia Mannheim mit den Farben Grün-Weiß-Violett für Burschen sowie Grün-Weiß-Grün für Füchse, jeweils mit silberner Perkussion. Als Kopfcouleur wählte man eine grüne Tellermütze.
1923 nannte sie sich Freie Landsmannschaft Alemannia zu Mannheim. Ab Wintersemester 1923/24 betrachtete sich Alemannia als freie Burschenschaft, gab sich den burschenschaftlichen Wahlspruch Ehre, Freiheit, Vaterland!, führte die Bestimmungsmensur ein und begründete mit vier anderen schlagenden Verbindungen (darunter Rheno-Nicaria) den Waffenring Mannheim.

Danach – von 1931 bis 1933 – bestand ein Paukverhältnis mit den Sängerschaften Saxo-Frisia Mannheim und Thuringia Heidelberg. Erst 1931 fand Alemannia unter dem Dachverband der Allgemeinen Deutschen Burschenschaft (ADB) den angestrebten Anschluss an einen waffenstudentisch-burschenschaftlichen Verband. Diesem gehörte auch die Heidelberger Burschenschaft Normannia an. Diese vier Verbindungen zusammen konnten einen gemeinsamen Paukring bilden, so dass nunmehr auch hier alle geforderten Partien abgedeckt werden konnten.

Das Haus der Heidelberger Burschenschaft Westmark in der Hauptstraße 244 unterhalb des Heidelberger Schlosses. Heute gehört das denkmalgeschützte Gebäude dem WSC-Corps Thuringia Heidelberg.

Als die Mannheimer Handelshochschule 1933 geschlossen wurde, mussten alle rd. 400 Studenten – darunter auch die Alemannen und die Rhein-Neckarländer – an die Universität in Heidelberg übersiedeln und ihre neue Unterbringung planen.
Die Altherrenschaft der Alemannia zögerte nicht lange: Sie erwarb noch im Sommer 1933 – am 11. September – günstig das Verbindungshaus der schlagenden Jüdischen Studentenverbindung Bavaria Heidelberg an der Hauptstraße Nr. 244 unter großen Opfern ihrer wenigen Mitglieder. Gleichzeitig sah sich Alemannia zu einer Namensänderung gezwungen: Mit Rücksicht auf die in Heidelberg ansässige Burschenschaft Allemannia im Verband der Deutschen Burschenschaft (DB) nahm sie den Namen Heidelberger Burschenschaft im ADB Westmark an.
Eine Verstärkung ihrer Mitglieder sollte in jenen Tagen durch die Aufnahme von Mitgliedern der Frankfurter ADB-Burschenschaft Rheno-Cheruscia oder durch eine Fusion mit den Heidelberger Verbandsbrüdern der Normannia (als Vorleistung einer Aufnahme in die DB) erfolgen; diese kam zu guter Letzt aber nicht zustande. Zum 21. Stiftungsfest 1933, am 8. November 1933, beschloss man daher die Fusion mit den früheren Mannheimer Waffenbrüdern, dem ehemaligen RSC-Corps Rheno-Nicaria Mannheim, das sich in Heidelberg als Burschenschaft der Rhein-Neckarländer im (als regimetreu angesehenen) Dachverband DB niedergelassen und eine gleiche Interessenlage hatte. Der Verschmelzungsvertrag wurde zwischen Willy Heilmann als Vertreter der Westmark und Adolf Seitz als Vertreter der Rheno-Nicaria abgeschlossen. Er fand die Zustimmung der DB in Eisenach, die auch den neuen Namen Burschenschaft Rheno-Nicaria genehmigte. Alle Symbole – Wappen, Zirkel, Farben – wurden deshalb zugunsten der Rhein-Neckarländer aufgegeben.
Durch diese Fusion besserte sich auch die Finanzkraft des vereinigten Bundes. Die Schuldenlast, die sich die Westmark mit dem Hauskauf aufgeladen hatte, konnte vermindert werden; denn Rheno-Nicaria verfügte über einen größeren Betrag aus dem Hausverkauf in Mannheim. Die finanzielle Existenz des vereinigten Bundes konnte so gesichert werden. Ohne Alemannia/Westmark wäre für die Rhein-Neckarländer der Erwerb eines neuen Verbindungshauses kurz vor Beginn des Zweiten Weltkrieges nicht möglich gewesen.
Eine weitere Besserung der personellen und finanziellen Lage konnte drei Wochen später am 14. Dezember 1933 erzielt werden, als die Altherrenschaft der seit vier Jahren suspendierten Hubertia Gießen, die mit der Rheno-Nicaria befreundet war, der neuen vereinigten Burschenschaft am attraktiven Standort Heidelberg beitrat. Mit nunmehr über 200 Alten Herren konnte das Dreigestirn Rheno-Nicaria, Alemannia/Westmark und Hubertia den Wettbewerb mit den bereits in Heidelberg ansässigen 40 Verbindungen aufnehmen. Die neue Burschenschaft Hubertia-Rhenonicaria, nunmehr mit schwarzer Mütze, war jetzt vereinigt in der Deutschen Burschenschaft. Ihr Fußfassen in Heidelberg war allerdings nicht leicht; denn nicht nur die Universität, sondern auch das Korporationsstudententum in Heidelberg stand dem Zuwachs aus Mannheim und Gießen äußerst distanziert gegenüber.
Der Mannheimer Unternehmer Adolf Gabi (1901-1796), Mitglied der Burschenschaft Alemannia Mannheim, wurde im Jahre 1954 zum Ehrenmitglied des Corps Rheno-Nicaria ernannt.

### Das Forstcorps Hubertia Eisenach-Gießen

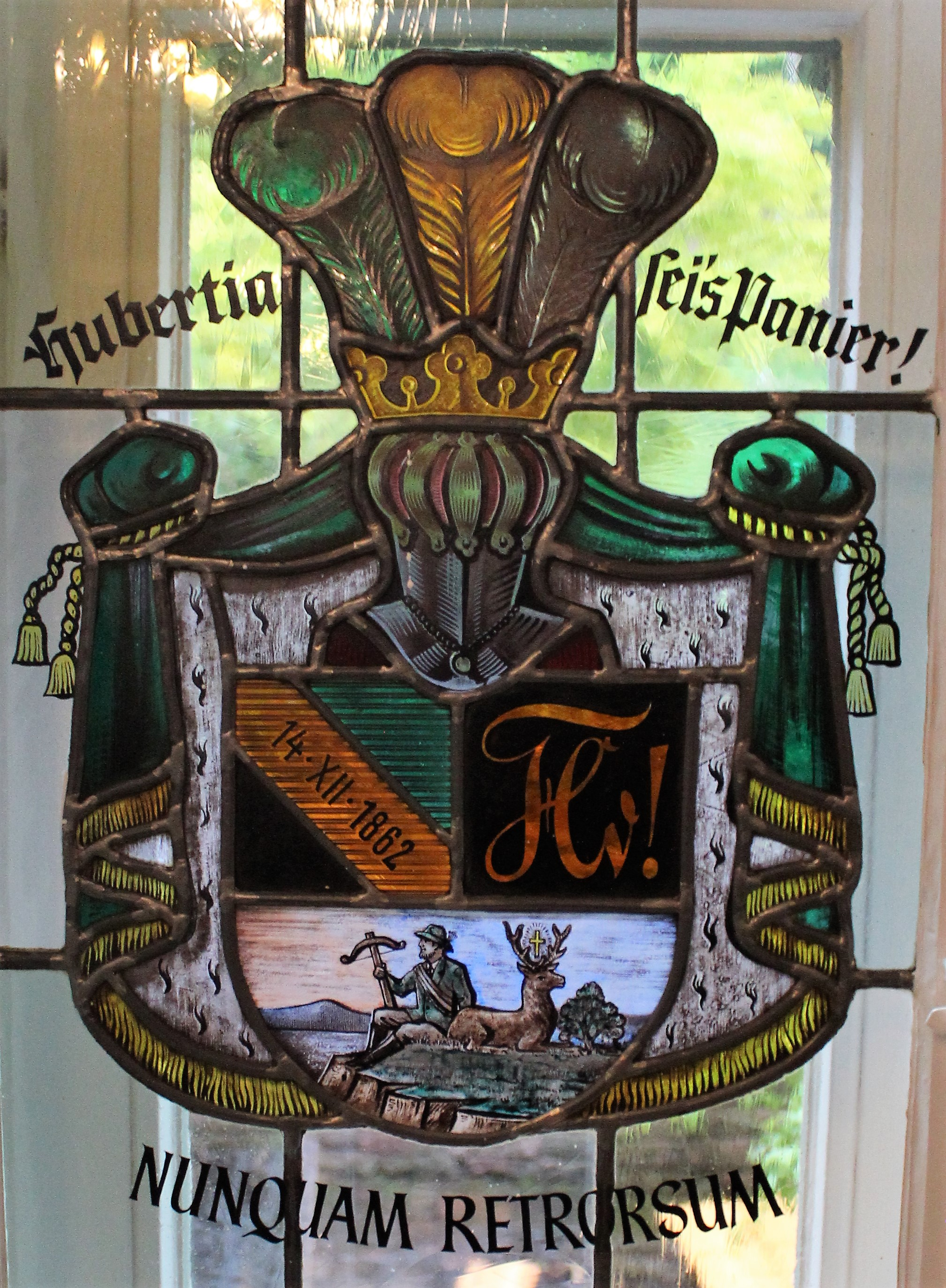
Wappenfenster des Corps Hubertia Eisenach-Giessen (1865–1933) – Corpshaus der Thuringia Heidelberg, Kneipsaal (4. Wappenfenster)

Die Studentische Forstverbindung Hubertia wurde am 14. Dezember 1862 als Schwarze Verbindung aus der schon seit 1848 bestehende studentischen Tischgesellschaft Mohrenkneipe an der Großherzoglich-sächsische Forstlehranstalt Eisenach (seit 1905: Forstakademie Eisenach) gegründet. 1865 reformierte sich diese in eine Landsmannschaft mit den Farben Hellgrün-Gold-Schwarz mit goldener Perkussion und hellgrünen Stürmern. Ab 1908 nahm sie Corpsprinzipien an und bildete mit dem Forstcorps Silvania einen SC, der noch 1914 unter Hubertias Vorsitz vergeblich die Aufnahme in den WSC beantragte.
Mit dem Ausbruch des Ersten Weltkriegs wurde der Verbindungsbetrieb eingestellt und konnte auch 1919 nicht wieder aufgenommen werden, weil der Thüringische Landtag die Forstakademie Eisenach auflöste. Am 1. Mai 1921 war eine Wiederaufnahme des Aktivenbetriebes an der Universität Gießen mit ihrer forstwirtschaftlichen Fakultät und im Rahmen des Korporationsverbands Rudolstädter Senioren-Convent (RSC) mit Unterstützung des grünen Kartells möglich. Am 1. Juli 1921 wurde Hubertia recipiert und 1922 das Grüne Kartell mit den Corps Franconia Berlin, Normannia Hannover und Suevo-Salingia München aufgenommen. In Gießen erlebten die beiden Eisenacher Corps Hubertia und Silvania neuen Aufschwung und bildeten einen SC.
1929 musste Hubertia wegen Aktivenmangel suspendieren und trat 1930 zusammen mit dem SC-Corps Silvania im Zuge der „Köthener Krise“ aus dem RSC aus. Am 14. Dezember 1933 ermöglichten es die freundschaftlichen Verbindungen mit dem nunmehr – nach Auflösung der Handelshochschule Mannheim – in Heidelberg ansässigen Altherrenverband des Corps Rheno-Nicaria den Zusammenschluss beider Corps zur neuen Burschenschaft Hubertia-Rhenonicaria Heidelberg im Dachverband der Deutschen Burschenschaft (DB) mit dem Gründungsdatum der älteren von beiden Verbindungen, dem 14. Dezember 1862. Sie erhofften sich so, den Repressalien des NS-Studentenbundes entgehen zu können – nicht ahnend, dass ihr Zusammenschluss schon 1936 in der Suspendierung aller studentischen Korporationen im Deutschen Reich enden würde.
Nach dem Zweiten Weltkrieg behielten die Huberten in Heidelberg ihre neue Heimat: Bei der Rekonstituierung der Rheno-Nicaria als Corps im Weinheimer Senioren-Convent im Jahr 1953 wurde der Fusionsvertrag mit der Hubertia von 1933 bestätigt. Am 3. April 1954 fusionierte schließlich auch Silvania mit dem Corps Rheno-Nicaria zu Mannheim und Heidelberg im Dachverband des WSC. Die neue gemeinsame Altherrenschaft nannte sich folgerichtig nunmehr Verband Alter Rhein-Neckarländer, Huberten und Silvanen e. V. zu Heidelberg.
Bedeutende Mitglieder des Corps Hubertia Gießen-Eisenach sind:
- Wilhelm Prinz zu Sayn-Wittgenstein und Hohenstein (1877–1958), Ehrenmitglied des Corps Rheno-Nicaria seit dem Jahre 1954
- Gotthard Freiherr von Truchseß-Wetzhausen (1850–1940)

Auch Oberforstmeister Bernd Leo-Künzer (1885–1980) wurde anlässlich der Fusion mit dem Corps Rheno-Nicaria im Jahre 1954 zu dessen Ehrenmitglied ernannt.

### Das Forstcorps Silvania Eisenach-Gießen

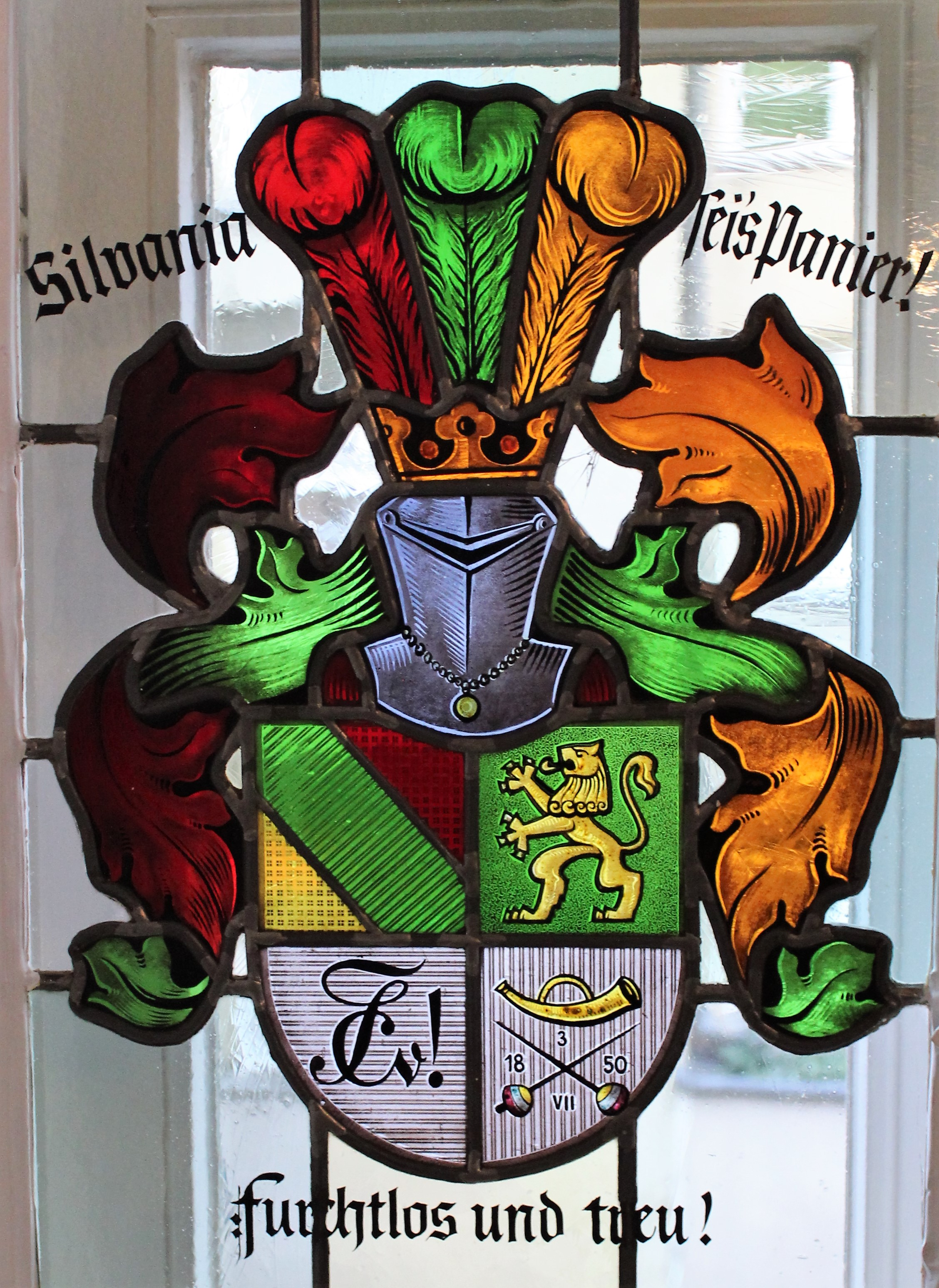
Wappenfenster des Corps Silvania Eisenach-Giessen (1865–1954) – Corpshaus der Thuringia Heidelberg, Kneipsaal (5. Wappenfenster)

Die Studentische Forstverbindung Silvania wurde als Tischgesellschaft Löwenkneipe am 3. Juni 1850 an der Großherzoglich-sächsischen Forstlehranstalt Eisenach (seit 1905: Forstakademie Eisenach) gegründet, wandelte sich 1865 in eine farbentragende Verbindung mit den Farben Rot-Dunkel-grün-Gold mit goldener Perkussion und dunkelgrüner Mütze um und nannte sich bald Landsmannschaft. 1911 erklärte sich Silvania schließlich zum Corps.
Zu Beginn des Ersten Weltkriegs zogen alle Aktiven des Corps ins Feld, nur wenige überlebten.
Nach der 1919 erfolgten Auflösung der Forstakademie Eisenach auf Beschluss des Thüringer Landtags, war erst 1921 eine Rekonstitution an der Universität Gießen mit ihrer forstwirtschaftlichen Fakultät und im Rahmen des Rudolstädter Senioren-Convents (RSC) möglich: Hierbei stellten die befreundeten RSC-Corps Salingia Berlin und Saxonia Dresden die der Silvania fehlenden Corpsburschen.

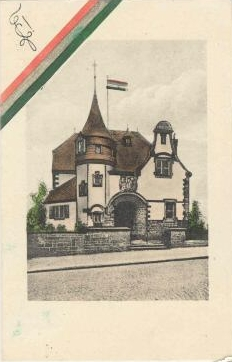
Das Corpshaus der Silvania Gießen 1930 nach der Fusion mit dem Corps Salingia Berlin

Um Verwechslungen mit dem Corps Teutonia Gießen zu vermeiden, wurden fortan die Farben von unten getragen und die Mütze durch einen dunkelgrünen Stürmer ersetzt.
In Gießen konnten sich das Corps Silvania und das zuvor ebenfalls aus Eisenach nach Gießen umgezogene Corps Hubertia Eisenach zunächst gut entwickeln.
Die beiden Corps bildeten im RSC einen eigenen SC, bei dem 1924 das Mannheimer Corps Rheno-Nicaria bei seiner Aufnahme in den RSC renoncieren musste. Die Rhein-Neckarländer konnten dann Pfingsten 1925 endgültig in den RSC aufgenommen werden.
1929 erwarb das Corps das frühere Haus des Corps Teutonia Gießen in der Grünberger Straße.
1930 trat Silvania infolge der Köthener Krise gleichzeitig mit 18 anderen Corps aus dem RSC aus. Der Corpsbetrieb des nunmehr freien Corps Silvania ging aber im gerade erworbenen Gießener Corpshaus weiter.

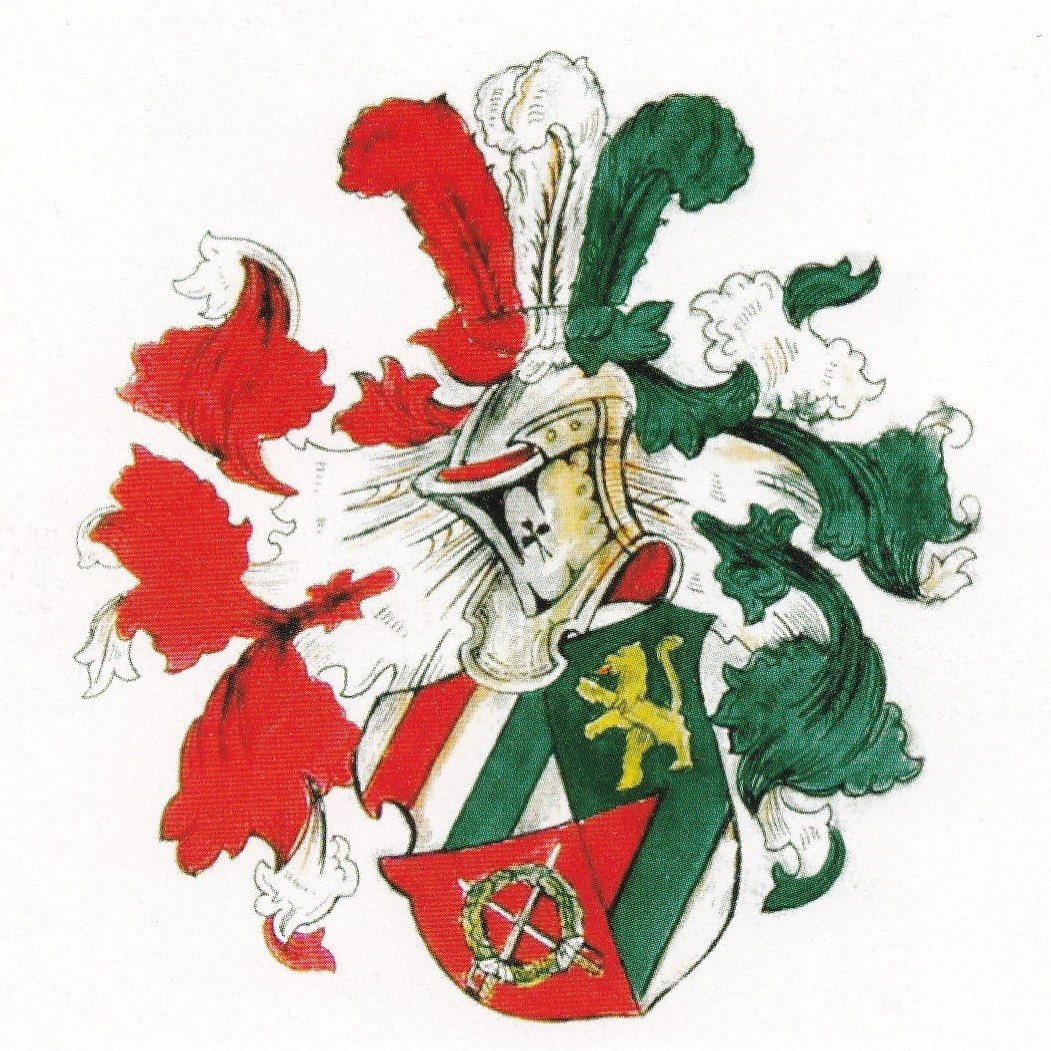
Das Wappen des Corps Silvania Gießen 1931 nach der Fusion mit dem Corps Salingia Berlin – Festschrift 100 Jahre Corps Rheno-Nicaria, 2009, S. 220

Am 21. November 1931 erfolgte die Fusion mit dem in Berlin suspendierten Kartellcorps Corps Salingia Berlin.
Im Zuge der Gleichschaltung und aufgrund der NS-Schikanen gegenüber den studentischen Korporationen suspendierte Silvania 1935.
Nach dem Zweiten Weltkrieg war eine Wiederaufnahme des Corpsbetriebs in Gießen nicht möglich, weil die dortige Universität zunächst nicht wieder in Gang gebracht werden konnte.
Schließlich wurde den ehemaligen Silvanen in Heidelberg eine neue Heimat geschaffen: Am 3. April 1954 fusionierte mit Silvania auch das zweite der beiden Eisenach-Gießener Forstcorps mit dem Corps Rheno-Nicaria zu Mannheim und Heidelberg im Dachverband des Weinheimer Senioren-Convents.
Der neue gemeinsame Altherrenverband nahm die Bezeichnung Verband Alter Rhein-Neckarländer, Huberten und Silvanen e. V. zu Heidelberg an.
Bedeutende Mitglieder des Corps Silvania Gießen-Eisenach sind
- der Holzhandelsunternehmer Hans-Georg Erner (1884–1937)
- der Organisationsgutachter und Wegbereiter der Informatik Karl Eicke (1887–1959),
- der Bauunternehmer Otto Lindow (1900–1973).

Der langjährige Altherren-Vorsitzende Oberförster Hans-Georg Erner hatte das Corps Silvania bis 1935 verantwortungsvoll geführt und war kurz danach gestorben. Er wurde posthum anlässlich der Fusion mit dem Corps Rheno-Nicaria im Jahre 1954 zum Ehrenmitglied der Rhein-Neckarländer ernannt.

### Das Veterinärcorps Salingia Berlin

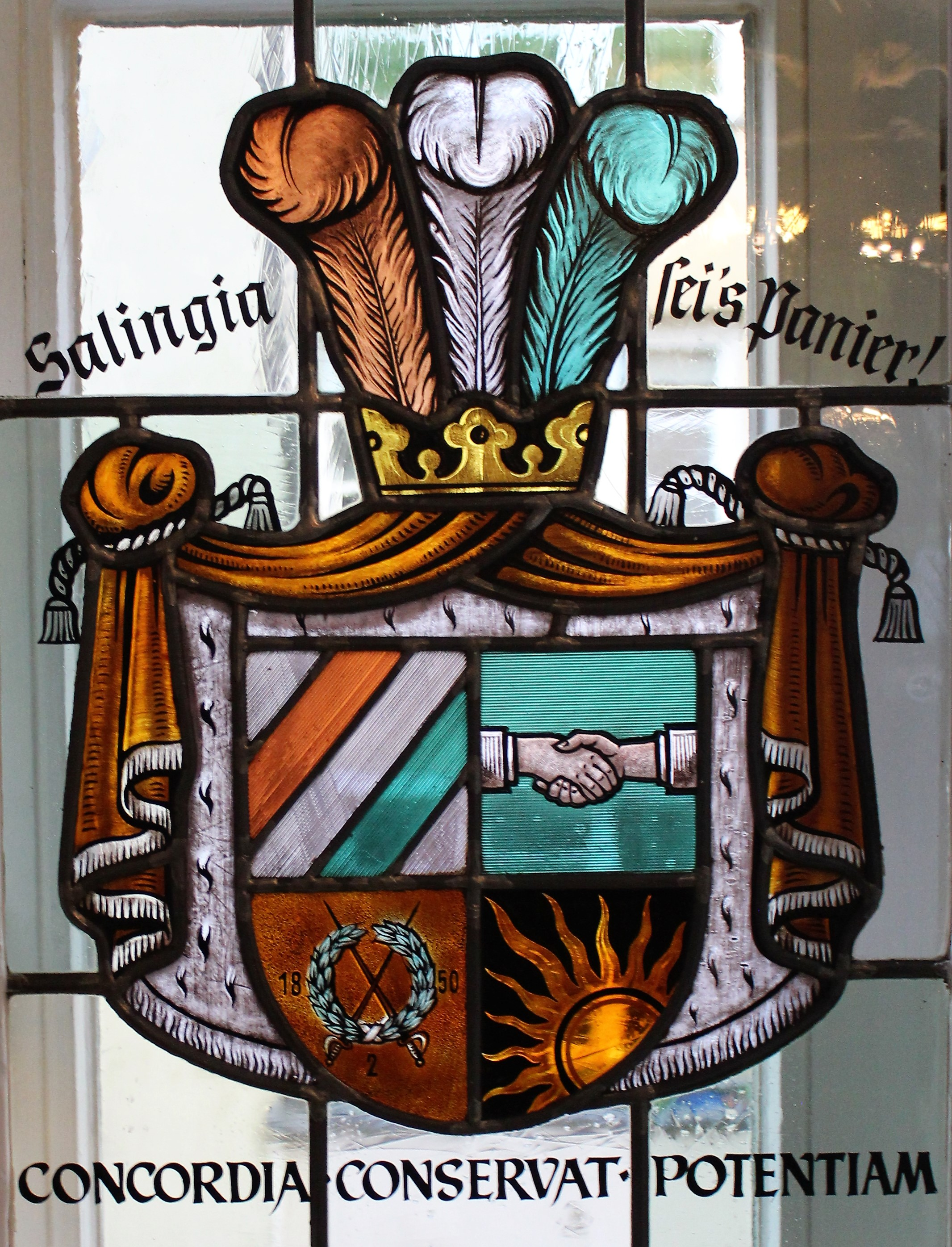
Wappen des Corps Salingia Berlin (1850–1931) – Corpshaus der Thuringia Heidelberg, Kneipsaal (6. Wappenfenster)

Die Studentenverbindung von Veterinärmedizinern Salingia Berlin wurde am 3. Februar 1850 an der Tierarzneischule Berlin (TAS) als Landsmannschaft mit unbedingter Satisfaktion gegründet. Es trug die Farben Orange-Silber-Grün mit silberner Perkussion sowie eine orange Tellermütze und führte den Waffenspruch Concordia conservat potentiam! (Eintracht bewahrt die Kraft!), zusätzlich den Doppelwahlspruch Durch Kampf zum Sieg! Durch Nacht zum Licht! Die Gründer entstammten zumeist dem engeren und weiteren Flussgebiet der Saale.
Bei der TAS handelte es sich um eine preußische Militäreinrichtung zur Ausbildung von Rossärzten des Heeres, die während ihres Studiums kaserniert und militärischen Vorschriften unterworfen waren. 1883 wurde aus der Tierarzneischule die Tierärztliche Hochschule Berlin, deren wissenschaftliche Bedeutung 1910 durch die Zuerkennung des Promotionsrecht staatlicherseits anerkannt wurde.
Die Verbindungen der Tierärztlichen Hochschulen fanden keinen Anschluss an die älteren Corpsverbände KSCV und WSC, da für das Studium der Tiermedizin erst ab 1902 die Hochschulreife Zugangsvoraussetzung wurde: Dies war bei den Kösener und Weinheimer Corpsverbänden jedoch Voraussetzung für die Aufnahme. Deswegen schlossen sich die Landsmannschaften der tierärztlichen Hochschulen in Berlin, Hannover und Dresden am 9. Juli 1883 zum Rudolstädter Senioren-Convent (RSC) zusammen. Ab 1902 bezeichnet sich Salingia nicht mehr als Landsmannschaft, sondern als RSC-Corps, wie es auf dem oRSC für alle Mitgliedsbünder beschlossen wurde. 1910 fasste auch der RSC selbst den Beschluss, nur noch Verbindungen mit corpsstudentischen Prinzipien an Universitäten und Hochschulen aufzunehmen und das tiermedizinische Fachprinzip fallen zu lassen.
Ab 16. November 1886 schlossen sich die Alten Herren der Salingia zu einer freiwilligen Alt-Herren-Kasse für die Finanzierung repräsentativer Ausgaben zusammen; diese wurde am 30. Januar 1904 in einen Altherrenverband mit verpflichtender Mitgliedschaft umgewandelt.
Innerhalb des RSC bildete Salingia ab dem 29. Juni 1883 mit dem Corps Saxonia Dresden (nach Verlegung der Hochschule 1923 nach Leipzig: Saxo-Borussia Leipzig) das Orange-Kartell. Diesem gehörten auch die RSC-Landsmannschaften Cimbria Stuttgart (1892–1901) und Germania Hannover (1896–1902) an. Die von Corpsburschen der Salingia und Saxonia Dresden in Gießen restituierte Silvania Eisenach wurde am 6. Juli 1922 in das sog. Orange-Kartell aufgenommen.
Im Ersten Weltkrieg fielen sieben Salinger, fünf wurden mit dem Eisernen Kreuz I. Klasse und 65 mit dem Eisernen Kreuz II. Klasse ausgezeichnet. Wegen Unstimmigkeiten, unter anderem über die Aufnahme der Angehörigen der Verbindung Wiking an der Handelshochschule Berlin, trat Salingia 1929 aus dem RSC aus und musste kurz darauf wegen Übertritt der verbliebenen Aktiven zum Corps Salingia Halle, suspendieren. Am 30. August 1931 schlossen sich die 123 Alten Herren der Salingia dem befreundeten Corps Silvania Gießen an. Beide Corps hatten zu dieser Zeit zusammen 245 Alte Herren. Damit schien das Überleben der in der Silvania vereinigten beiden Korporationen gesichert. Die Schwierigkeiten, die für alle Studentenverbindungen nach 1933 aufgrund der Machtübernahme durch die Nationalsozialisten auftreten sollten, waren nicht vorauszusehen. Der gemeinsame Altherrenverband hatte aber bis zum Kriegsende Bestand.
Nach dem Zweiten Weltkrieg, am 3. April 1954, verbanden sich die Corps Silvania und Salingia in zu dritt geführten Verhandlungen mit dem Corps Rheno-Nicaria zu Mannheim und Heidelberg im WSC. Die Rhein-Neckarländer übernahmen damit die Verpflichtung, die Tradition dieser beiden Corps fortzuführen.
Bedeutende Mitglieder des Corps Salingia Berlin sind:
- der Bauunternehmer Otto Lindow (1900–1973), Ehrenmitglied des Corps Rheno-Nicaria seit 1954
- der Veterinärchirurg Oskar Röder (1862–1954)
- der Veterinärchirurg Erich Silbersiepe (1880–1961)

Auch der Holzhandelsunternehmer Hans-Georg Erner (1884–1937) ist posthum seit 1954 Ehrenmitglied des Corps Rheno-Nicaria.

## Studentenhistorische Einbindung: Namensentwicklung und Fusionen; Überlebensstrategien

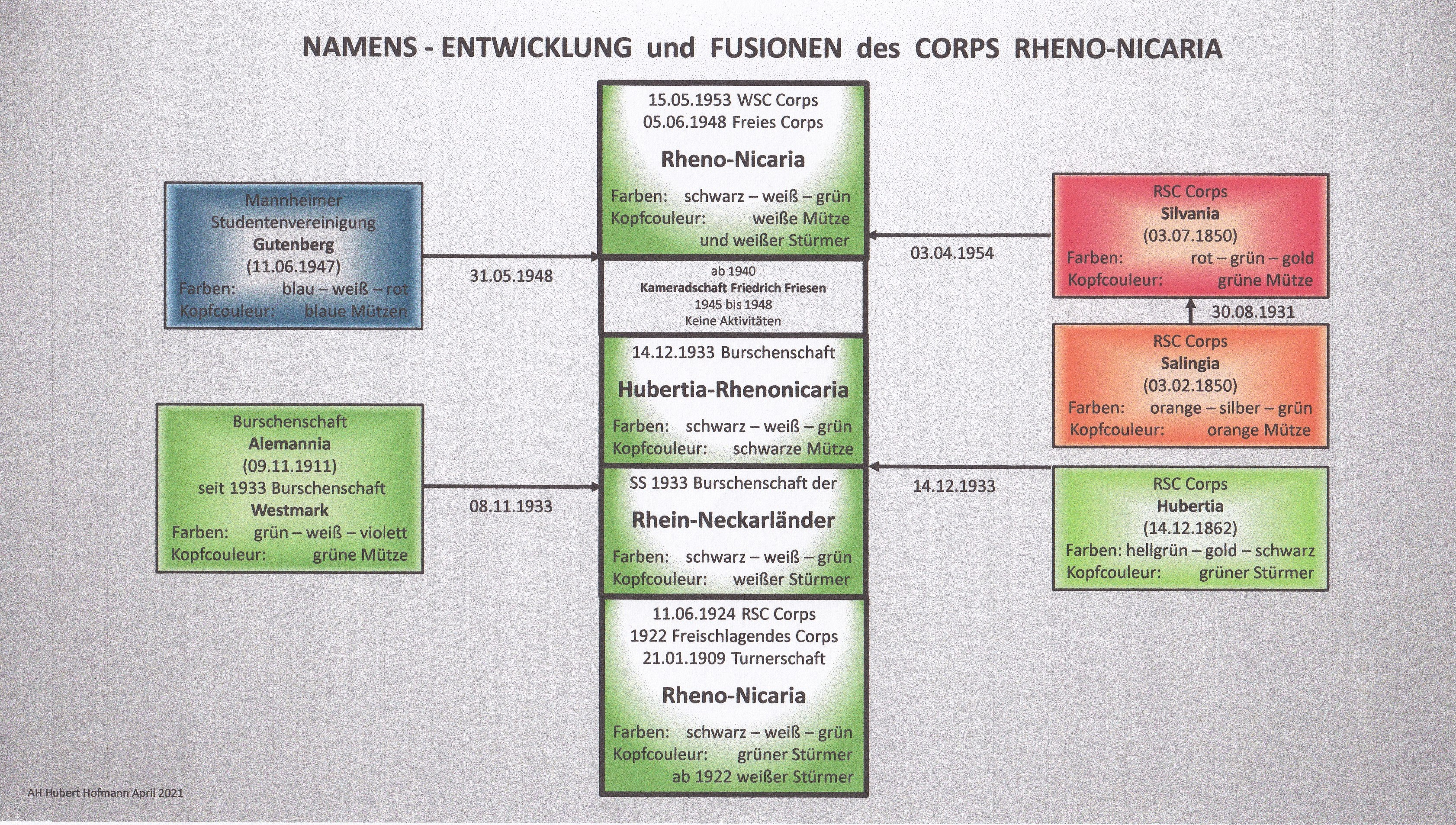
Namensentwicklung und Fusionen des Corps Rheno-Nicaria (Hubert Hofmann, in: Der Rhein-Neckarländer, 1/2022, S. 46).

Wie konnte Rheno-Nicaria – gegründet erst kurz vor Beginn des Ersten Weltkriegs und damit eines der jüngsten deutschen Corps – weit mehr als 100 Jahre überleben?
Der Fortbestand des Corps Rheno-Nicaria ist folgenden fünf Faktoren zu verdanken:
1. der Führungskontinuität durch zwei Leit-Persönlichkeiten als Vorsitzende des Altherrenvereins: Adolf Seitz (1888–1962) und Karl-Heinz Herberger (1922–1984) in der Zeit von 1909 bis 1984
2. der Identifikation des Corps mit der Handels- und Wirtschaftshochschule Mannheim bis 1960
3. der geografischen Kontinuität am Hochschulstandort Mannheim von 1909 bis 1933 und seit 1946, unterbrochen durch die Auflösung der Hochschule und den Umzug ihrer Studenten an die Universität Heidelberg während der NS-Zeit und danach bis zur Wiedereröffnung der Hochschule in Mannheim
4. der Aufrechterhaltung einer ausreichend großen Mitgliederzahl durch Fusionen mit fünf anderen Studentenverbindungen in den Jahren 1933 (Burschenschaft Alemannia Mannheim, Forstcorps Hubertia Gießen-Eisenach), 1950 (Mannheimer Studentenverbindung Gutenberg) und 1954 (Forstcorps Silvania Gießen-Eisenach einschl. Corps Salingia Berlin). Die letzte Fusion war allerdings mit der Zusage verbunden, den Standort Heidelberg 30 Jahre lang bis 1984 zu erhalten, erreicht wurden jedoch bis 1975 nur 21 Jahre.
5. dem kontinuierlichen Bestreben, einem Dachverband von gleichgesinnten Studentenverbindungen anzugehören: Vom Teutoburger Deputierten-Convent (TDC, 1909–1913) über den Rudolstädter Senioren-Convent (RSC, 1924–1934) bis hin zum Weinheimer Senioren-Convent (WSC, seit 1953).

Auch die vorübergehende Zweigleisigkeit des Corpsbetriebs – von 1961 bis 1975 neben Mannheim auch in der alten Universitätsstadt Heidelberg – hat dem Corps nicht geschadet, sondern seine Mitgliederzahl erhöht und viele intellektuelle Anregungen gebracht.

## Bekannte Mitglieder
- Oskar Röder (1862–1954), Professor für Veterinärmedizin, Erfinder des Röder-Knotens
- Martin Behrend (1865–1926), Professor für Betriebswirtschaftslehre, insbes. Verkehrswissenschaft
- Sigmund Schott (1868–1953), Professor für Betriebswirtschaftslehre, insbes. Statistik
- Anton Erdel (1875–1928), Professor für Bürgerliches Recht und Handelsrecht, insbes. Arbeitsrecht
- Adolf Brehm (1878–1937), Beigeordneter (Personaldezernent) der Stadt Mannheim, Professor für Rechtslehre
- Paul Gerstner (1880–1945), Wirtschaftsprüfer, Professor für Betriebswirtschaftslehre, insbes. Revisions- und Treuhandwesen
- Erich Silbersiepe (1880–1961), Professor für Veterinärmedizin
- Heinrich Sommerfeld (1884–1950), Professor für Betriebswirtschaftslehre
- Emil Gerstner (1887–1944), Professor für Betriebswirtschaftslehre, insbes. Betriebslehre des Fremdenverkehrs
- Karl Eicke (1887–1959), Unternehmensberater, insbes. Organisationsgutachter und Rationalisierungsexperte, Wegbereiter der Informatik in Deutschland
- Adolf Seitz (1888–1962), Wirtschaftstreuhänder und Steuerberater, Ehrensenator der Universität Mannheim
- Franz Haas (1895–1955), Professor für Betriebswirtschafts-, insbes. Industriebetriebslehre
- Max Bansbach (1898–1997): Wirtschaftsprüfer, Verwaltungsratsvorsitzender des Instituts der Wirtschaftsprüfer (IDW)
- Otto Lindow (1900–1973), Berliner Bauunternehmer
- Johannes Fettel (1902–1987), Wirtschaftswissenschaftler und Hochschullehrer
- Kurt Schluppkotten (1905–1976), Generaldirektor des Neunkircher Eisenwerks im Saarland
- Karl-Heinz Herberger (1922–1984), Vorstandsmitglied der Compagnie de Saint-Gobain in Pont-à-Mousson (Lothringen)
- Manfred N. Geist (1926–2002), Professor für Betriebswirtschaftslehre, insbes. Marketing/Absatzwirtschaft und Unternehmenspolitik, Wegbereiter der Deckungsbeitragsrechnung
- Kraft Waentig (1927–2017), Unternehmer, Präsident/Ehrenpräsident der Industrie- und Handelskammer für Rheinhessen
- Gerhard Reber (1937–2023), Professor für Betriebswirtschaftslehre, insbes. Unternehmensführung und organisationales Verhalten

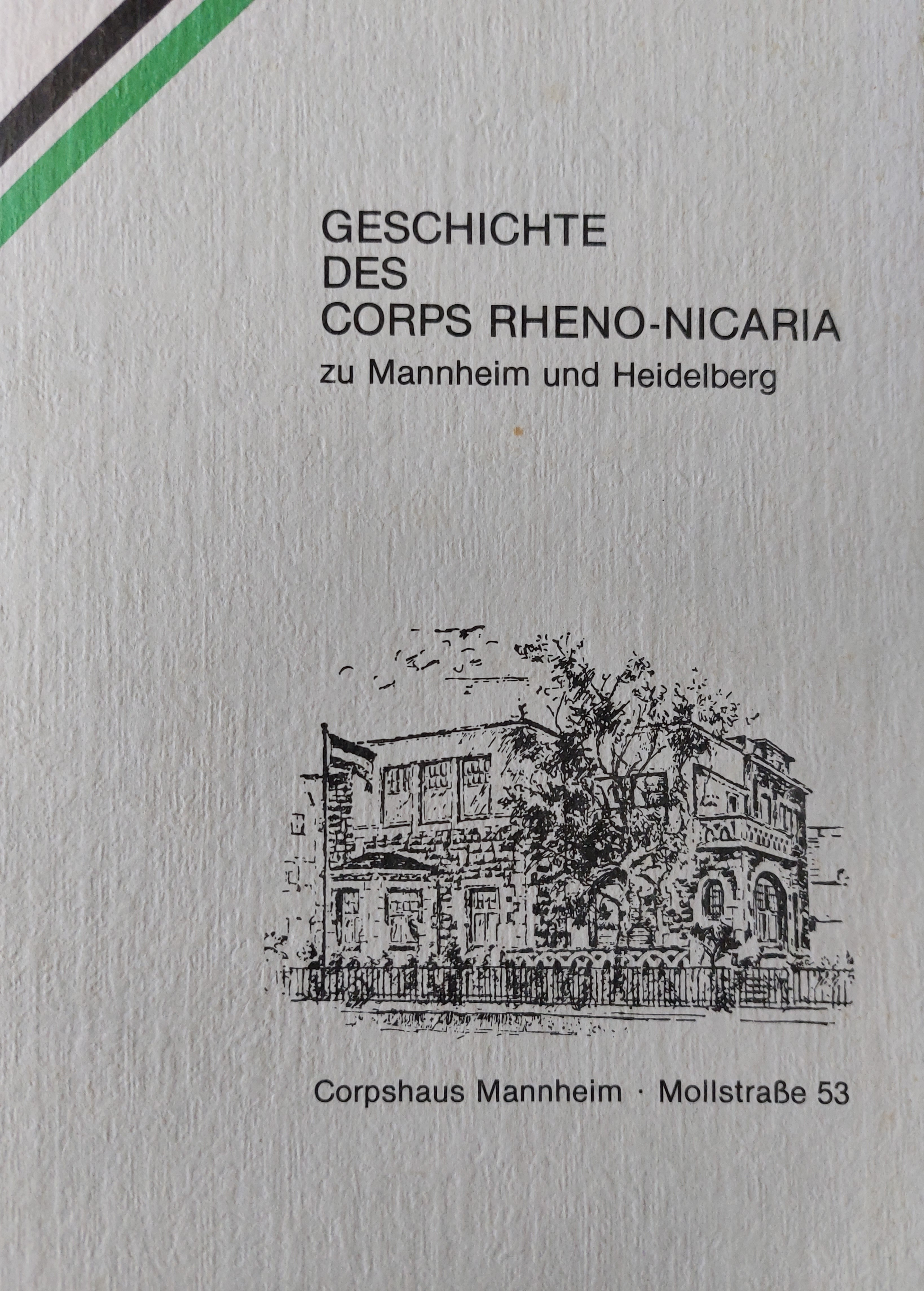
Wilhelm Nehring: Geschichte des Corps Rheno-Nicaria,1979 - Abb.: Das Corpshaus 1979 im 1. Bauabschnitt.

## Trivia
Im Kriminalroman Leipziger Ende von Sylke Tannhäuser (Emons Verlag, Köln 2013) wird neben dem studentischen Mordopfer ein verdächtiger Professor – beide Rhein-Neckarländer – dargestellt.